# Powstanie listopadowe
Powstanie listopadowe, wojna polsko-rosyjska 1830–1831 – polskie powstanie narodowe przeciwko Imperium Rosyjskiemu, które wybuchło w nocy z 29 na 30 listopada 1830, a zakończyło się 21 października 1831. Zasięgiem swoim objęło Królestwo Polskie i część ziem zabranych (Litwę, Żmudź i Wołyń).
Po upadku powstania cesarz Mikołaj I Romanow wypowiedział słowa: Nie wiem, czy będzie jeszcze kiedy jaka Polska, ale tego jestem pewien, że nie będzie już Polaków.
W Wojsku Polskim w rocznicę wybuchu powstania obchodzony jest Dzień Podchorążego.

## Geneza

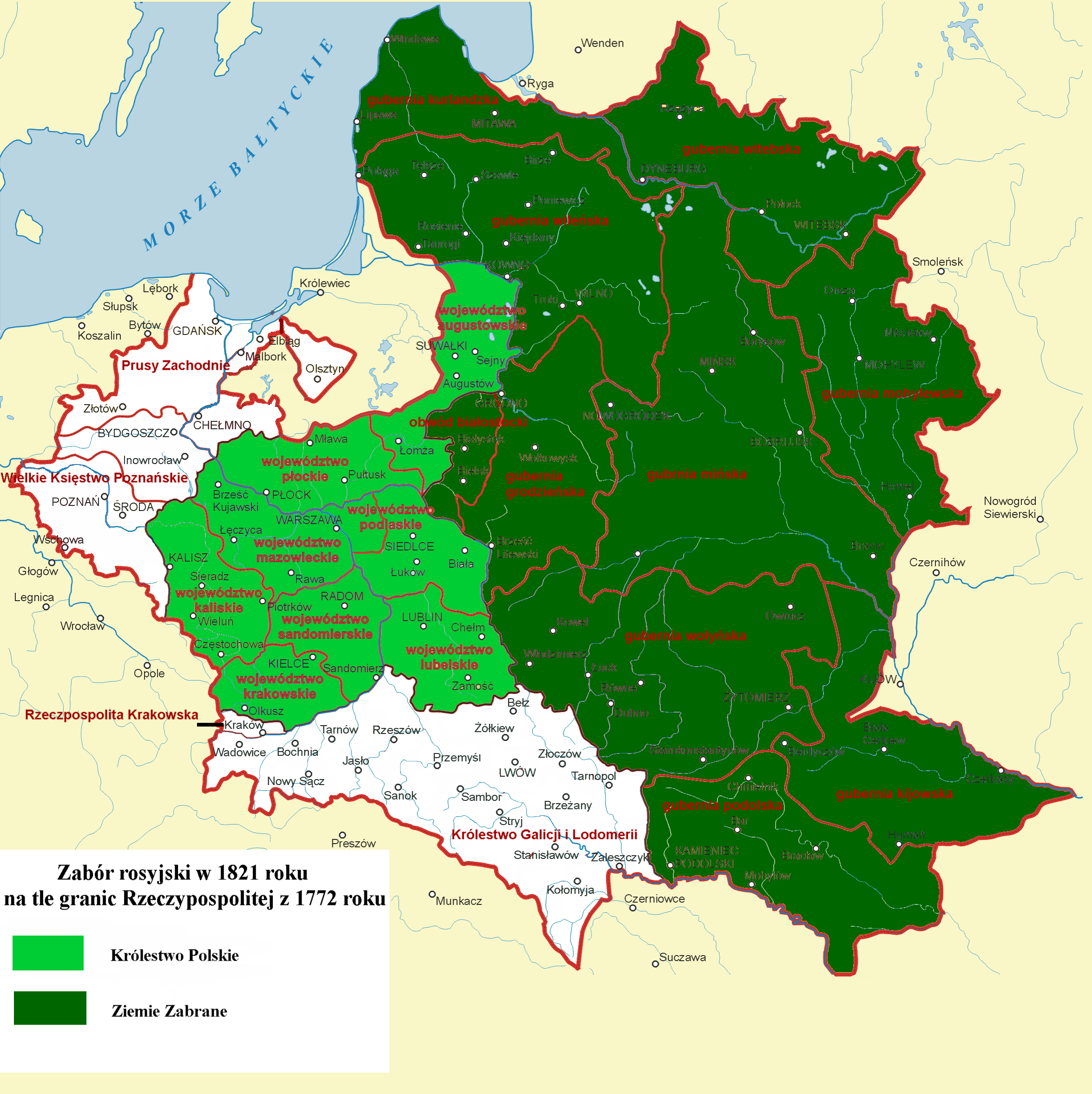
Królestwo Polskie i ziemie zabrane przed wybuchem powstania na tle granic przedrozbiorowych.

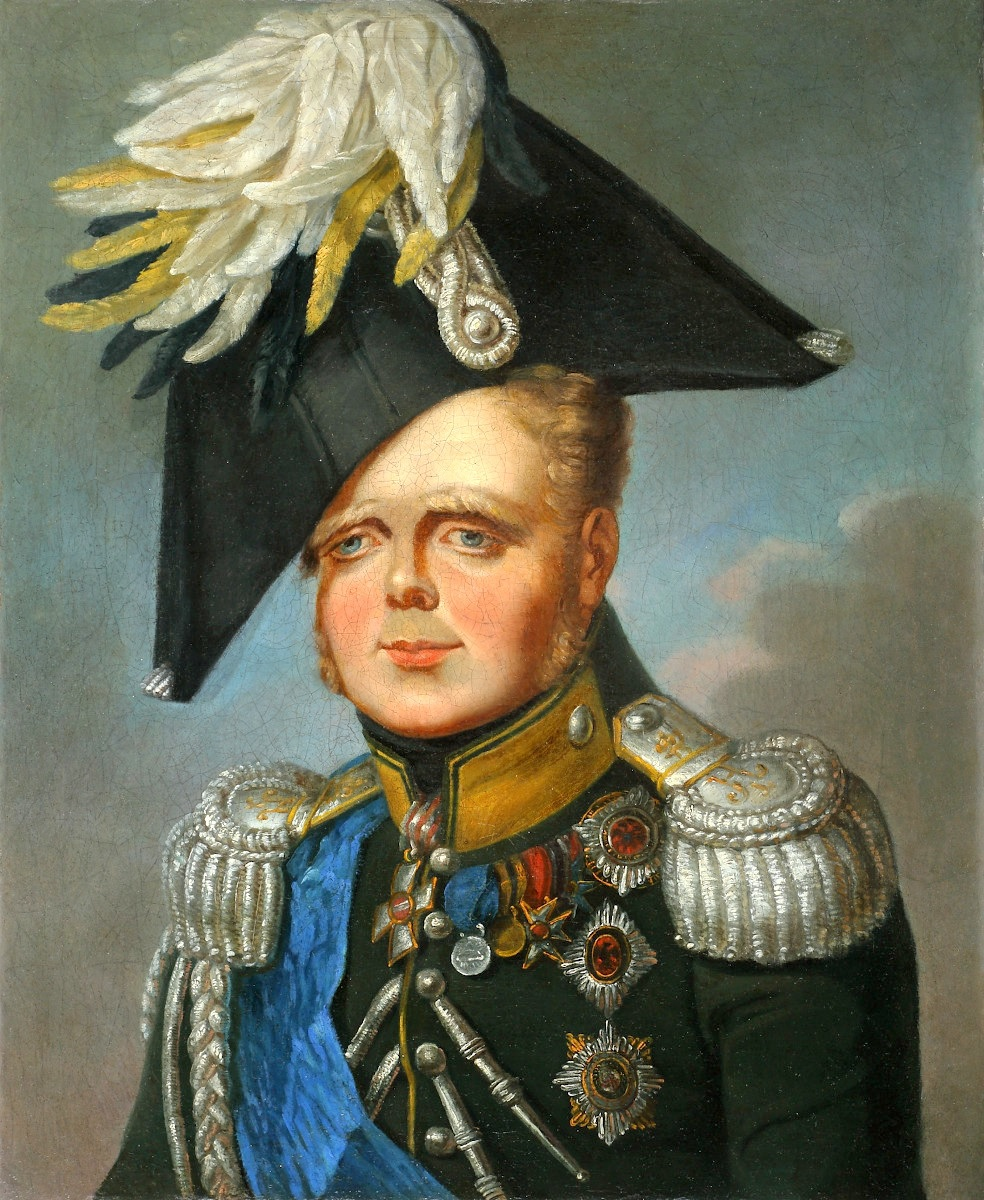
Wielki książę Konstanty Pawłowicz Romanow, wbrew Konstytucji faktyczny namiestnik Królestwa i wódz naczelny Wojska Polskiego do 1830 roku

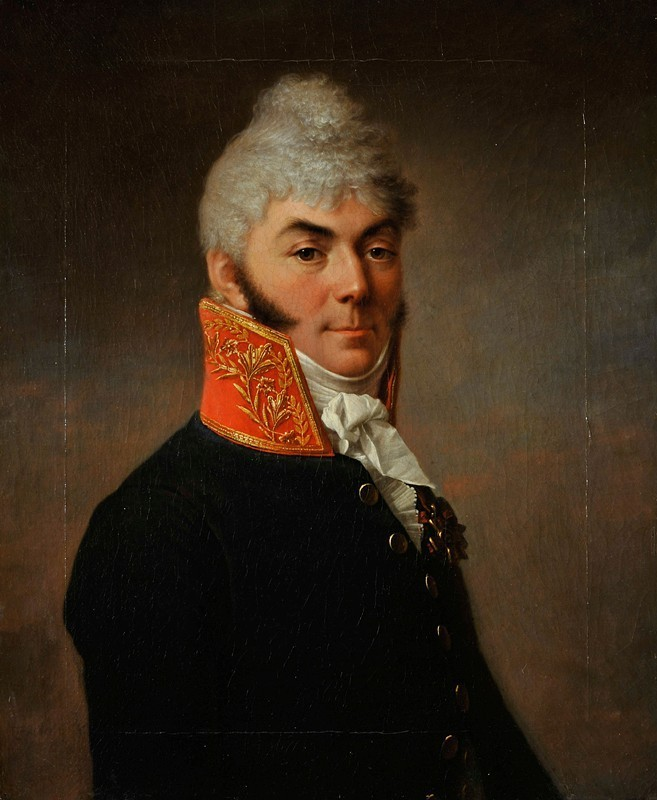
Senator Nikołaj Nowosilcow, komisarz carski przy Radzie Stanu Królestwa Polskiego, twórca tajnej policji i główny rusyfikator ziem polskich.

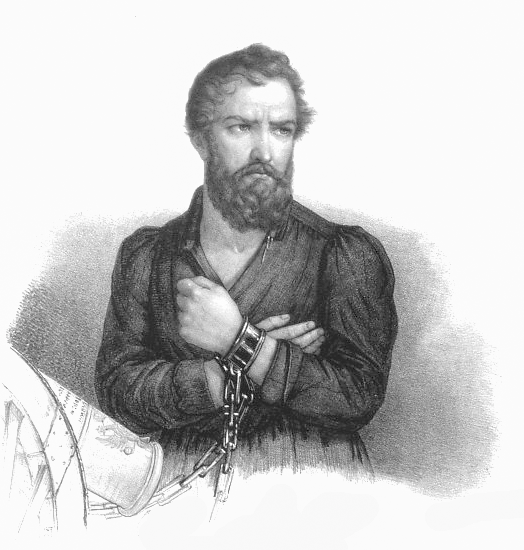
Major Walerian Łukasiński, więziony za spiskową działalność niepodległościową, symbol represji rosyjskich przed wybuchem powstania

Główną przyczyną wybuchu powstania listopadowego było nieprzestrzeganie przez władców Imperium Rosyjskiego postanowień konstytucji Królestwa Polskiego z 1815 roku. Aleksander I w 1819 roku zniósł wolność prasy i wprowadził cenzurę prewencyjną. W roku 1821 zawieszono wolność zgromadzeń i zakazano działalności masonerii. W październiku 1824 roku skazano Waleriana Łukasińskiego, przywódcę Wolnomularstwa Narodowego. W roku 1823 Rosjanie rozbili sieć tajnych stowarzyszeń w prowincjach zabranych. Nikołaj Nowosilcow rozpoczął prześladowanie członków towarzystw filomatów i filaretów. W 1825 roku cesarz zlikwidował jawność obrad sejmowych.
Jednocześnie wzmogły się prześladowania polskich organizacji niepodległościowych. W 1827 roku nastąpiły aresztowania członków Towarzystwa Patriotycznego. Sąd sejmowy, wydając łagodne wyroki na podejrzanych i oczyszczając ich z zarzutu zdrady stanu, pośrednio potwierdził, że występowali oni w dobrej wierze przywrócenia przestrzegania zapisów konstytucji 1815 roku.
Innym powodem niezadowolenia części polskiej opinii publicznej było odwlekanie przez cara tzw. rozszerzenia wewnętrznego. Rosja zobowiązała się w akcie końcowym kongresu wiedeńskiego do powiększenia Królestwa Polskiego o bliżej nieokreślone terytorium, „jakie [car] uzna za stosowne”. Duża część polskich elit politycznych oczekiwała, że car wypełni to zobowiązanie, przyłączając do Królestwa część lub całość obszaru prowincji zabranych, a więc ziem utraconych na rzecz Rosji między 1772 a 1807 rokiem.
W lipcu i sierpniu 1830 roku wybuchły zwycięskie rewolucje we Francji i w Belgii, które doprowadziły do podważenia systemu Świętego Przymierza.
17 października cesarz rozkazał przygotowanie mobilizacji alarmowej wojska Królestwa Polskiego i rosyjskiego.
21 października ks. Franciszek Ksawery Drucki Lubecki otrzymał polecenie przygotowania finansów Kongresówki na wypadek wojny.
24 listopada Kongres Narodowy w Brukseli zdetronizował króla Niderlandów i ogłosił faktyczną niepodległość Belgii.
28 listopada dotarła do Królestwa Polskiego wieść o upadku prorosyjskiego rządu Wielkiej Brytanii księcia Wellingtona. Jednocześnie już 23 listopada członkowie sprzysiężenia Podchorążych byli ostrzeżeni o ich dekonspiracji i przygotowanych aresztowaniach. Wydawać by się mogło, że nadszedł ostatni dogodny moment do przeprowadzenia powstania.

## Wybuch

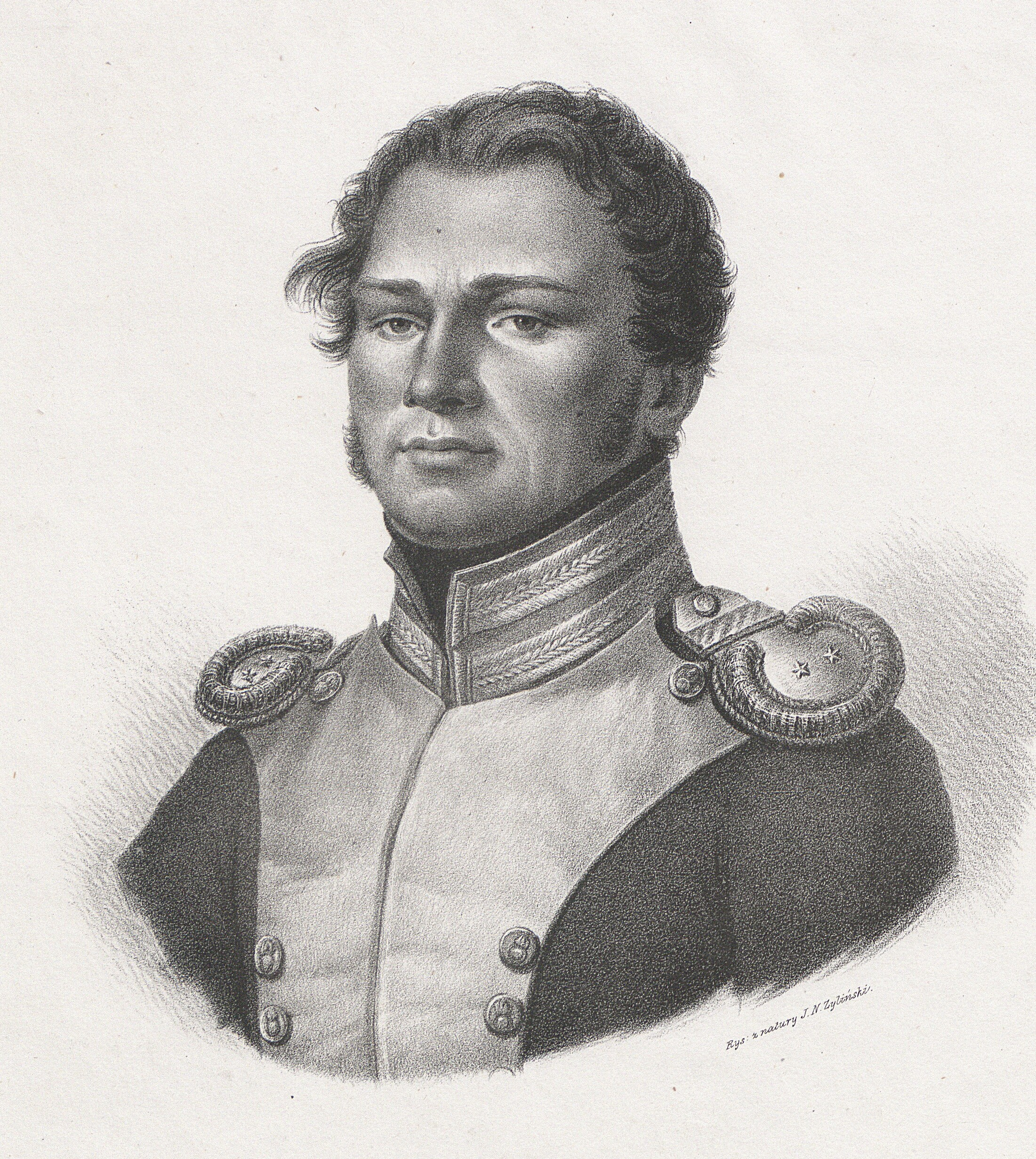
Ppor. Piotr Wysocki 29 listopada 1830 r., litografia na podstawie rysunku Jana Nepomucena Żylińskiego

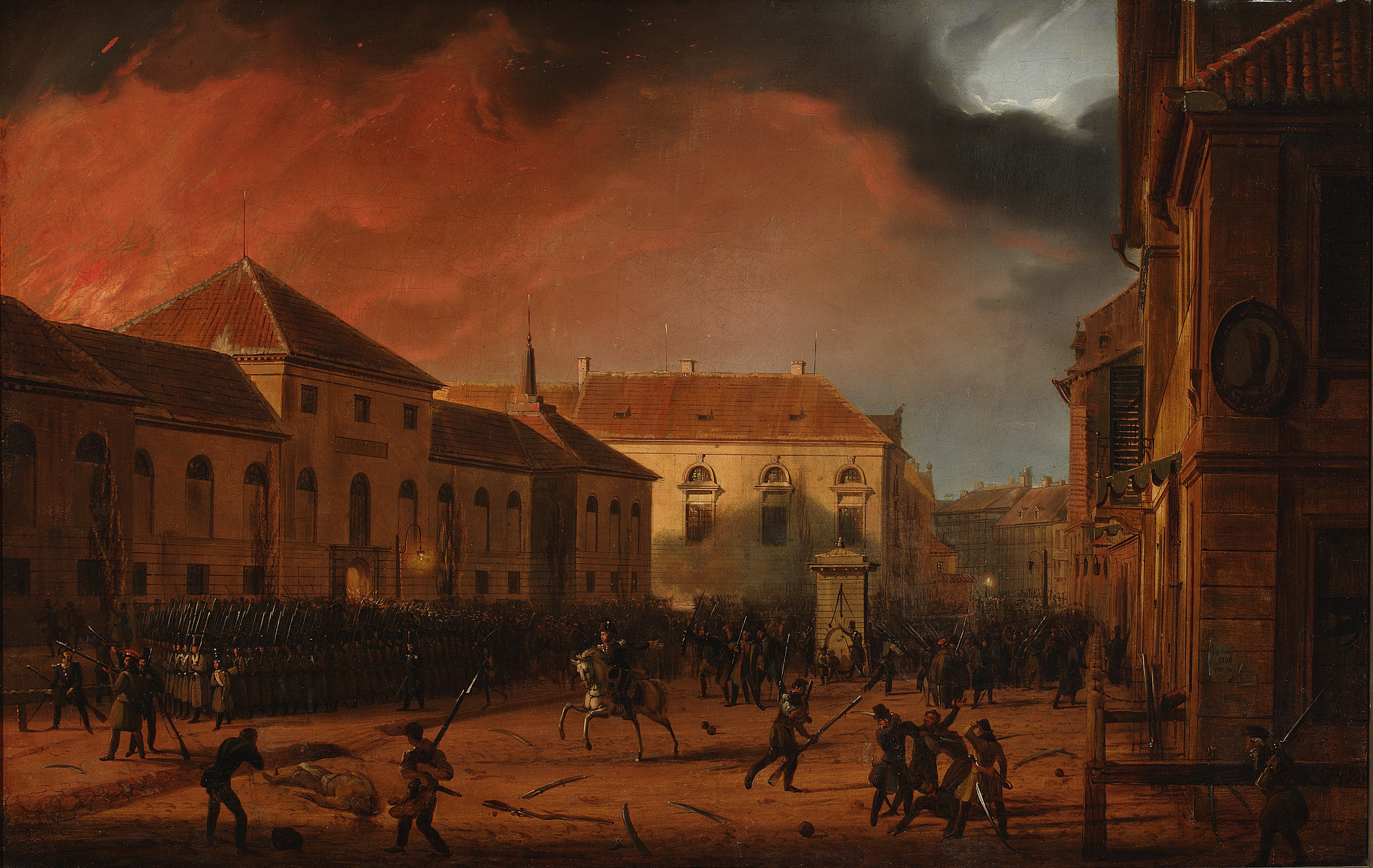
Marcin Zaleski, Cykl Listopadowy, Wzięcie Arsenału, 1830

W roku 1828 w warszawskiej Szkole Podchorążych Piechoty zawiązało się sprzysiężenie pod dowództwem podporucznika Piotra Wysockiego przeciwko wodzowi naczelnemu wojsk Królestwa Polskiego i dowódcy sił rosyjskich stacjonujących w zachodnich guberniach Rosji, wielkiemu księciu Konstantemu, który był bratem cesarza Rosji i króla Polski Mikołaja I. Był on powszechnie znienawidzony za stworzenie systemu tajnej policji i donosicielstwa, a także za publiczne poniżanie polskich oficerów.

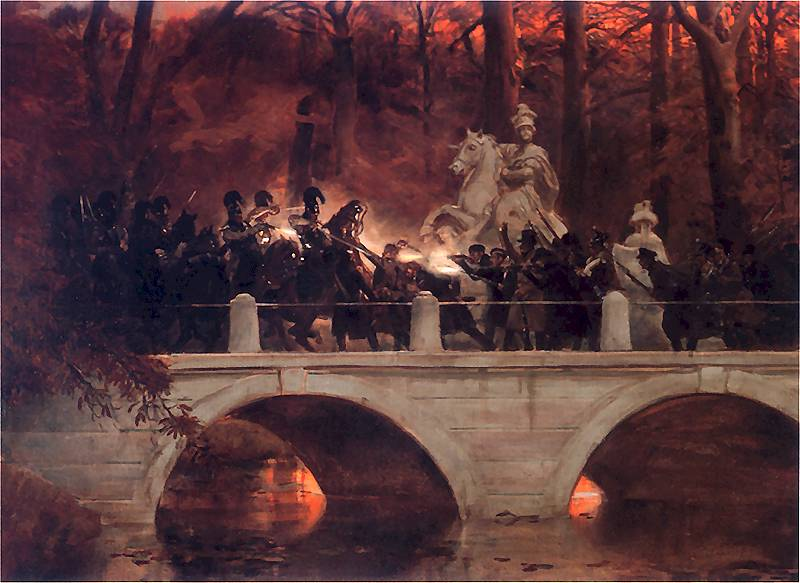
Wojciech Kossak, Starcie belwederczyków z kirasjerami rosyjskimi na moście w Łazienkach 29 listopada 1830

Sygnałem do wybuchu powstania miał być pożar browaru na Solcu i kamienicy przy ul. Dzikiej. Powstanie wybuchło wieczorem ok. godz. 18:00 29 listopada 1830, gdy podporucznik Piotr Wysocki wszedł do Szkoły Podchorążych Piechoty w Łazienkach, przerwał zajęcia z taktyki – wygłosił mowę: „Polacy! Wybiła godzina zemsty. Dziś umrzeć lub zwyciężyć potrzeba! Idźmy, a piersi wasze niech będą Termopilami dla wrogów”, wyprowadzając podchorążych na miejsce zbiórki – pod pomnik króla Jana III Sobieskiego. Grupa 18 spiskowców, złożona głównie z młodych inteligentów (m.in. Ludwik Nabielak, Seweryn Goszczyński, Leonard Rettel) wraz z częścią podchorążych, zaatakowała Belweder – rezydencję wielkiego księcia. Jednakże Konstanty zdołał się przed napastnikami ukryć. Powstańcy – z pomocą pospólstwa i plebsu warszawskiego – zdobyli wówczas Arsenał. Z rąk powstańców zginęło sześciu przeciwnych powstaniu polskich generałów: Stanisław Trębicki, Maurycy Hauke, Stanisław Potocki, Ignacy Blumer, Tomasz Siemiątkowski, Józef Nowicki – zastrzelony wskutek pomyłki, rosyjski generał Aleksiej Gendre - zakłuty bagnetami sprzysiężonych w Belwederze i pułkownik Filip Meciszewski.
Następnego dnia, wraz z uzbrojoną ludnością cywilną, opanowali stolicę. W ten sposób spisek wojskowy przekształcił się w powstanie. Wielki książę Konstanty z częścią wiernych mu generałów i wojsk wycofał się z Warszawy do karczmy na Wierzbnie, nie podejmując działań przeciwko powstańcom (zmarł w czerwcu 1831 r.).
30 listopada Rada Administracyjna powołała Straż Bezpieczeństwa, dowodzoną przez Piotra Łubieńskiego, której zadaniem było rozbrojenie zrewoltowanej ludności cywilnej Warszawy. Broń odbierano powstańcom, zakazano też używania rewolucyjnych kokard granatowo-biało-czerwonych, wprowadzając w ich miejsce białe.

## Organizacja władz powstańczych

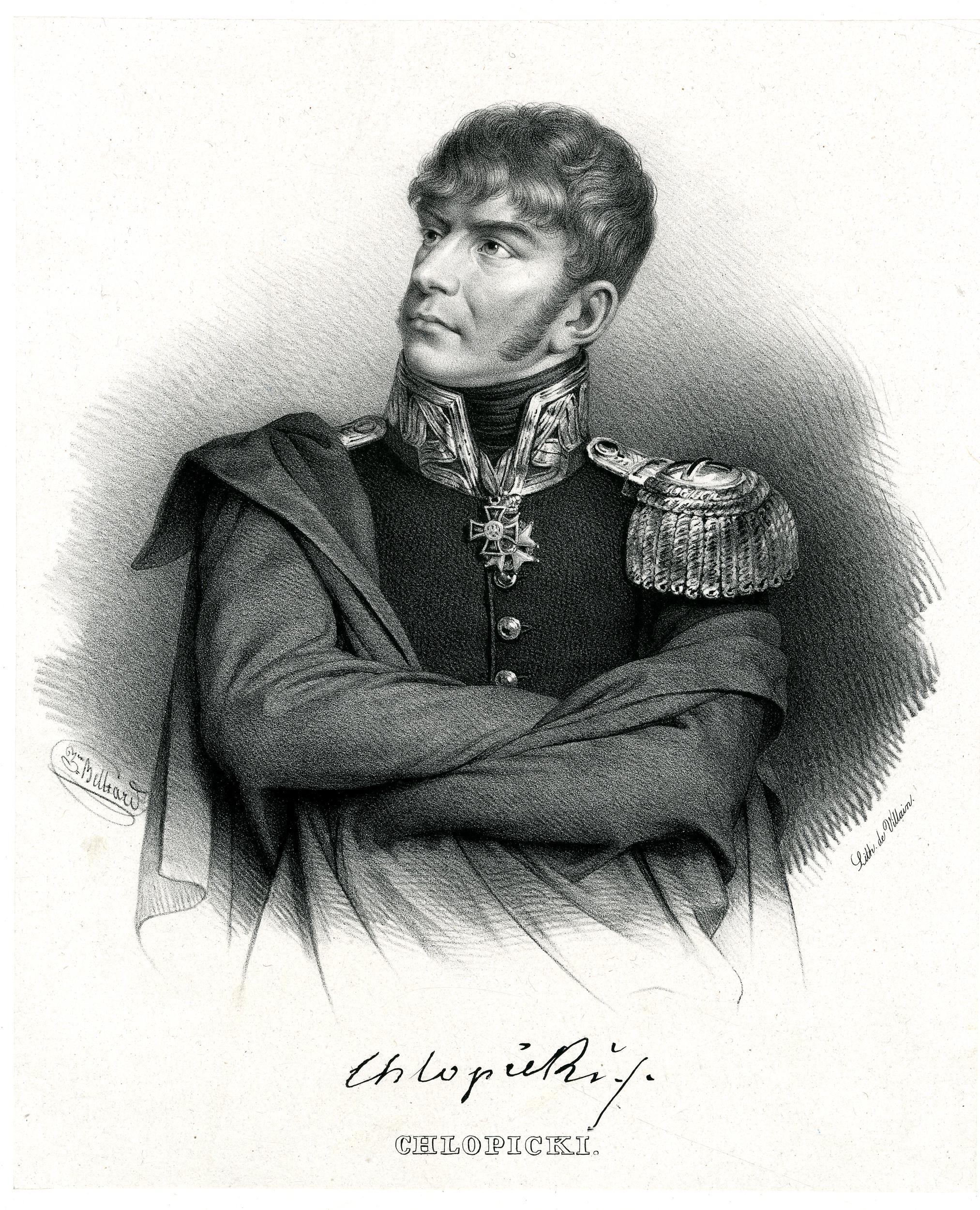
Generał Józef Chłopicki, pierwszy dyktator i wódz naczelny powstania.

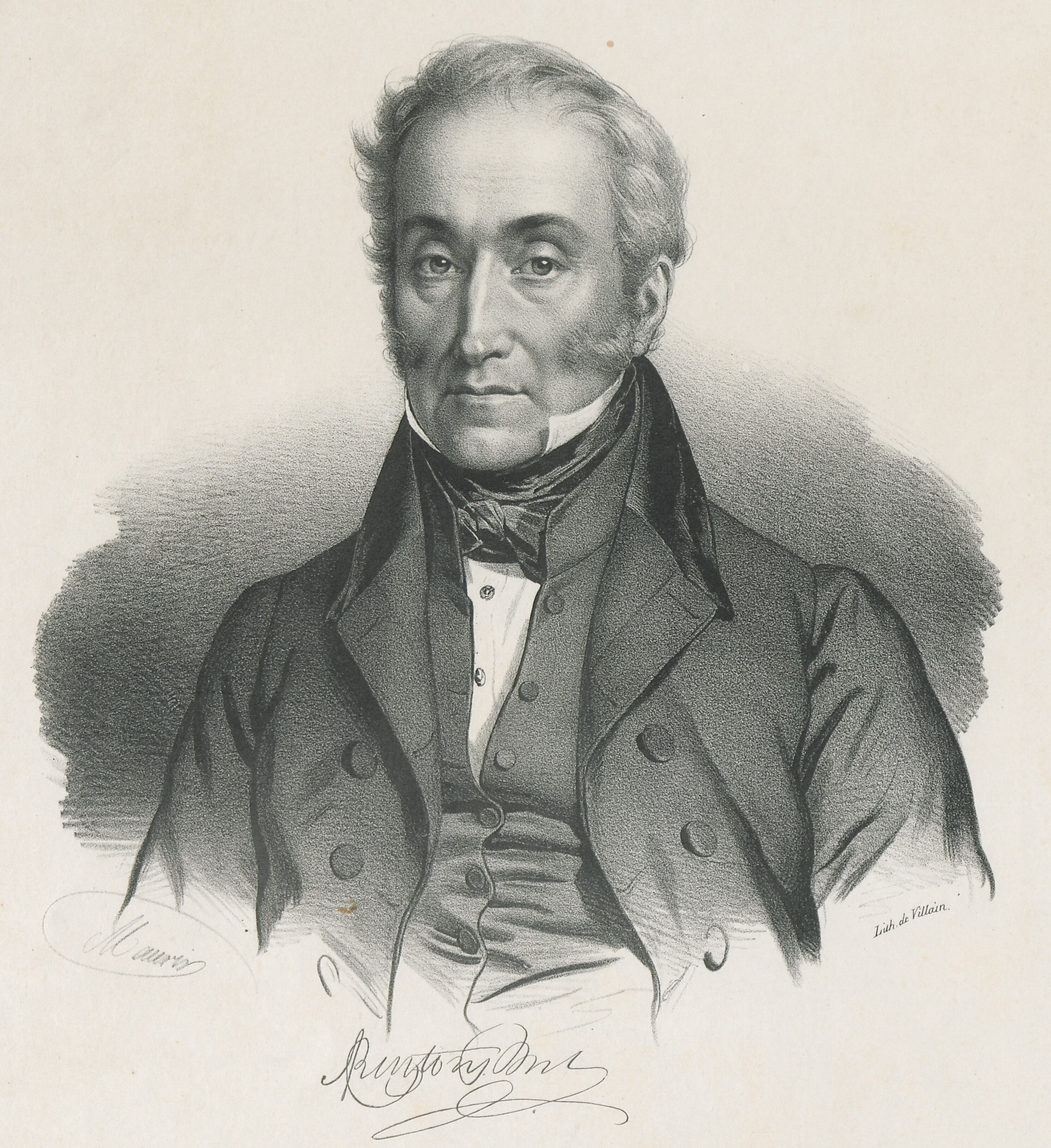
Książę Adam Jerzy Czartoryski, premier Rządu Tymczasowego i Rządu Narodowego.

Herb Królestwa Polskiego z 1830-1831. Orzeł i Pogoń symbolizują jedność Królestwa Polskiego i Ziem Zabranych.

Sztandar Królestwa Polskiego z sali Sejmu, wywieziony po powstaniu listopadowym przez Joachima Lelewela

Po nieudanych próbach rozbrojenia powstańców przez Radę Administracyjną (kierowaną przez księcia Franciszka Ksawerego Druckiego Lubeckiego) będącą cywilną władzą Królestwa, nastąpiła eskalacja ruchu powstańczego. 1 grudnia powstało Towarzystwo Patriotyczne, kierowane przez Maurycego Mochnackiego, które domagało się podjęcia natychmiastowej akcji zbrojnej przeciwko wojskom rosyjskim stacjonującym w Królestwie. Ulegając tym naciskom, Rada Administracyjna dokooptowała do swojego składu polityków Towarzystwa, co z kolei wywołało sprzeciw żywiołów konserwatywnych. W celu spacyfikowania nastrojów 3 grudnia 1830 rozwiązano Radę Administracyjną i wyłoniony został Rząd Tymczasowy, którego prezesem został książę Adam Jerzy Czartoryski. Wodzem Naczelnym rząd mianował gen. Józefa Chłopickiego. Ten 5 grudnia ogłosił się dyktatorem powstania, usiłując jednocześnie doprowadzić do rokowań z cesarzem. W tym celu zaproponował mediację Prus w sporze z Rosją. Wacław Tokarz uważa, że wysłany przez Chłopickiego do Mikołaja I pułkownik Tadeusz Wyleżyński ujawnił mu dyslokację wojsk polskich. Inną opinię wyraża Wojciech Górczyk, który uważa, że Wyleżyński nie zdradził dyslokacji wojsk polskich. Wyleżyński nie znał dyslokacji wojsk i dopiero w drodze powrotnej z Petersburga dowiedział się o reorganizacji wojska.

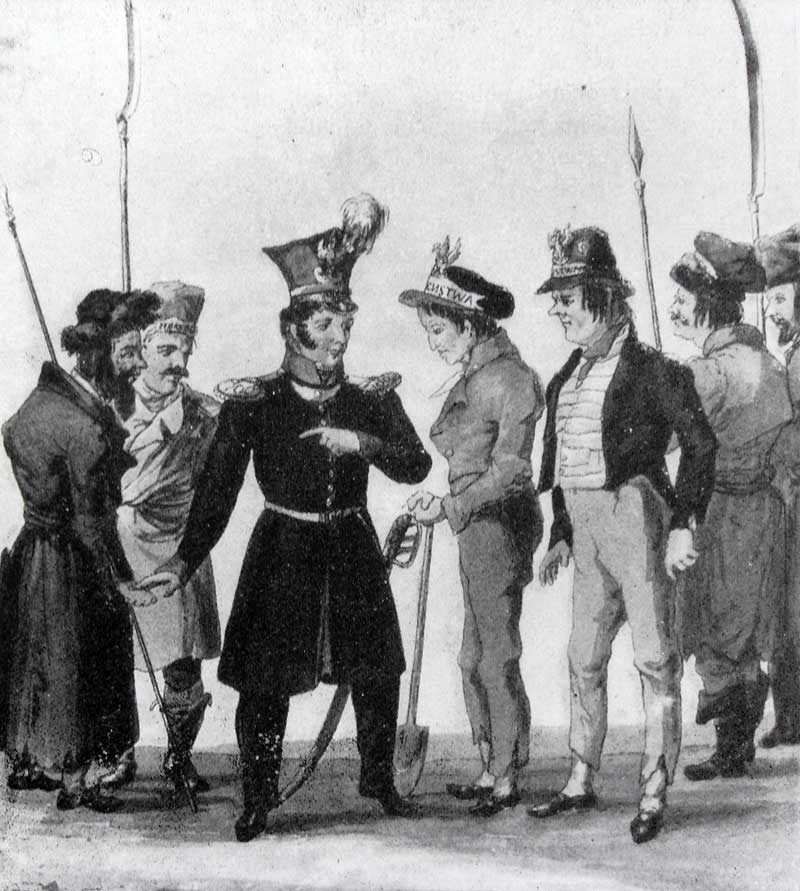
Warszawska Straż Bezpieczeństwa

Książę Drucki Lubecki udał się do Petersburga, by tam na czele polskiej delegacji rozpocząć rokowania z cesarzem. Powołując się na powierzone jej instrukcje sejmowe, delegacja ta miała się domagać od Mikołaja I respektowania postanowień konstytucji z 1815 roku, rozciągnięcia jej postanowień na Litwę, Wołyń i Podole, zwołania Sejmu z udziałem posłów z ziem zabranych, natychmiastowego opuszczenia terytorium Królestwa Polskiego przez wojska rosyjskie.

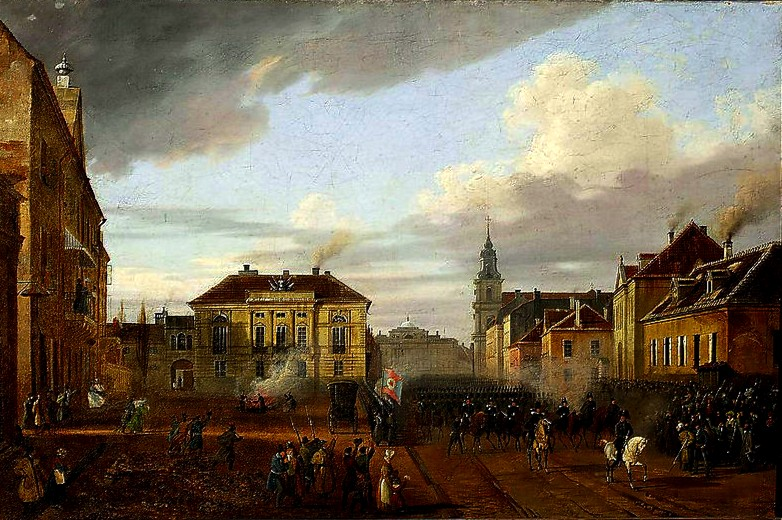
Powrót wojsk polskich z Wierzbna 3 grudnia 1830, obraz Marcina Zaleskiego

13 grudnia cesarz wprowadził stan wojenny w prowincjach zabranych i wydał ukaz o przeprowadzeniu mobilizacji korpusu interwencyjnego pod dowództwem feldmarszałka Iwana Dybicza, który miał stłumić powstanie.
17 grudnia Mikołaj I wydał manifest do Polaków, w którym nakazywał przywrócenie Rady Administracyjnej w jej składzie pierwotnym i skoncentrowanie wojsk polskich w okolicach Płocka.
Jednakże sytuacja w Królestwie uległa dalszej radykalizacji. 20 grudnia Sejm wydał manifest, w którym ogłosił powstanie narodowe przeciw Rosji, przedstawiając opinii międzynarodowej przyczyny jego wybuchu. Zaręczona wolność osobista zgwałcona, zapełniono więzienia, wojenne sądy postanowione na osoby cywilne, rozciągnięto sromotne kary na obywateli, których całą winą było, że ducha i charakter narodowy ratować od zepsucia i zguby zamierzali. O ile Rosja zaatakuje Królestwo wróg nasz nad jedną tylko pustynią więcej panowanie swoje roztoczy.
21 grudnia dyktator Józef Chłopicki rozwiązał Rząd Tymczasowy i w jego miejsce powołał Radę Najwyższą Narodową.
29 grudnia dyktator powołał Komisję Rozpoznawczą, do rozpatrzenia spraw osób podejrzanych o szpiegostwo.

## Detronizacja króla Mikołaja I Romanowa

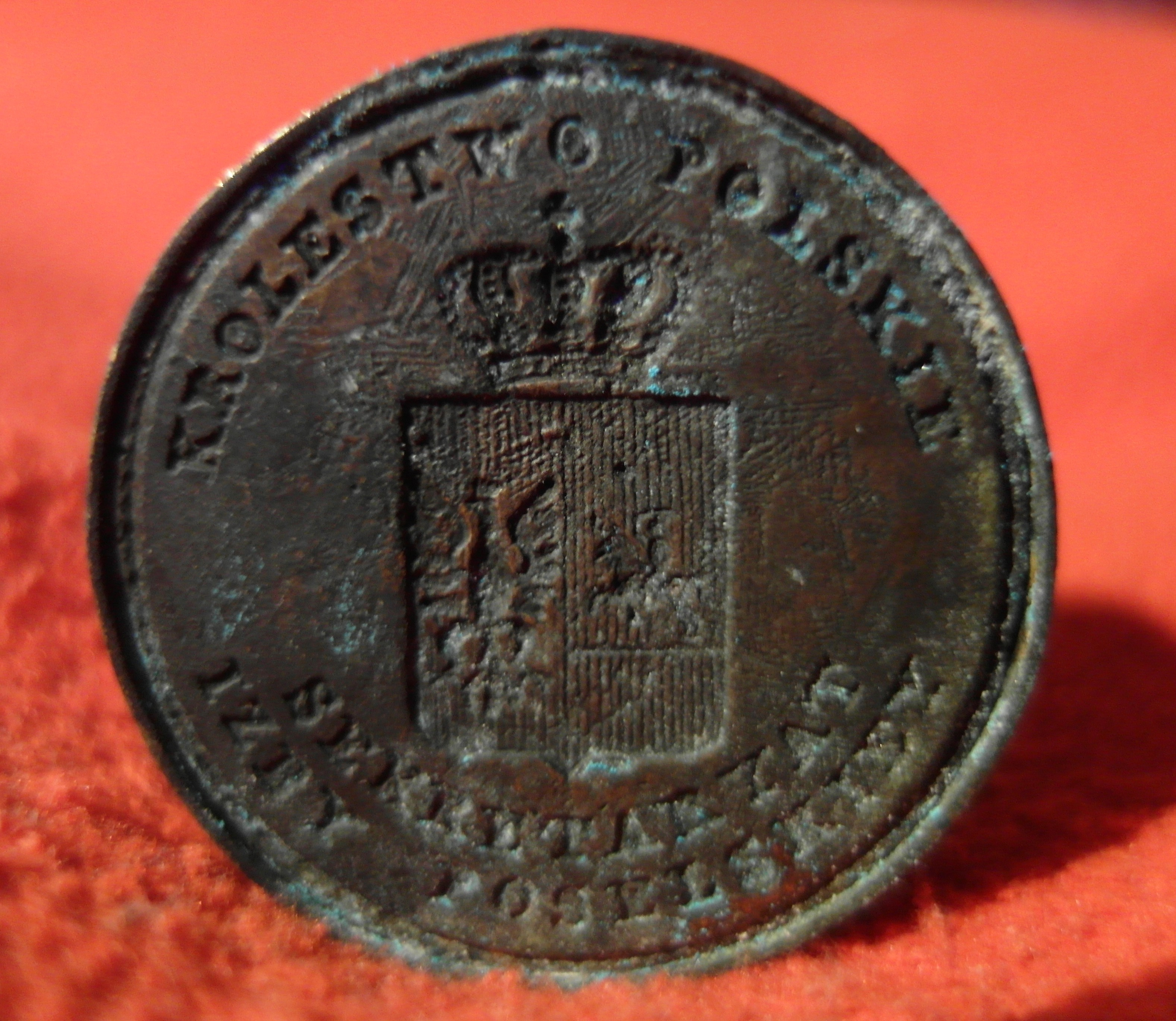
Pieczęć sekretariatu Izby Poselskiej Sejmu z powstania listopadowego

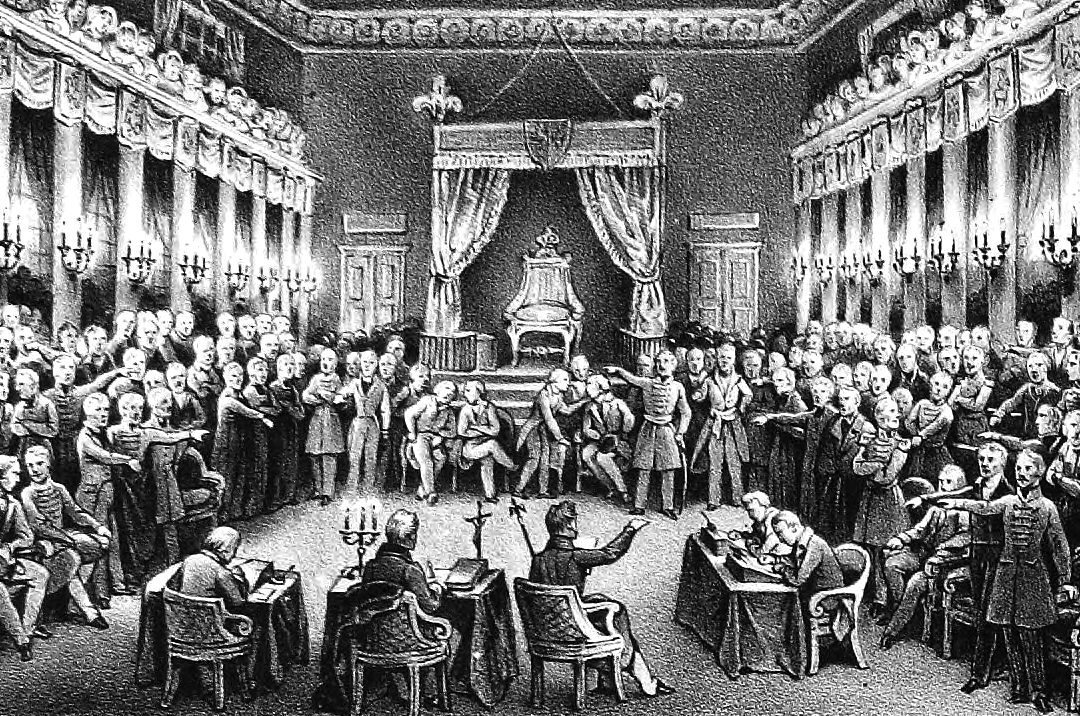
Detronizacja Mikołaja I 25 stycznia 1831

17 stycznia, wobec fiaska rokowań z Mikołajem I, który zażądał bezwarunkowej kapitulacji powstańców, gen. Józef Chłopicki złożył dymisję.
Radykalne Towarzystwo Patriotyczne kierowane przez Joachima Lelewela zdobyło wówczas decydujący głos w sejmie, który 25 stycznia 1831 r. na wniosek posła Romana Sołtyka podjął uchwałę o detronizacji Mikołaja I, co było równoznaczne z zerwaniem unii personalnej i aktem niepodległości Królestwa. Poseł Jan Ledóchowski wybiegł wtedy na środek sejmu i zawołał do zgromadzonych: Wyrzeknijmy więc wszyscy: nie ma Mikołaja!. Pod aktem detronizacji podpisało się 187 reprezentantów, w tym 41 senatorów, a kilku członków Sejmu przystąpiło do niego w formie listownej. Książę Adam Jerzy Czartoryski, podpisując ten dokument, zarzucił braciom Ostrowskim zgubę Polski, obwiniając ich o przeprowadzenie detronizacji przez Sejm.
W odpowiedzi granice Królestwa Polskiego przekroczyła 115 tys. armia rosyjska z 336 działami pod wodzą feldmarszałka Iwana Dybicza, który uzyskał od cesarza nieograniczoną władzę nad ośmioma województwami Królestwa Polskiego. 29 stycznia 1831 sejm powołał w miejsce rozwiązanej Rady Najwyższej Narodowej Rząd Narodowy. W jego składzie znaleźli się: książę Adam Jerzy Czartoryski, Wincenty Niemojowski, Stanisław Barzykowski, Teofil Morawski i Joachim Lelewel.
W celu wzmocnienia sił powstańczych Jan Olrych Szaniecki opracował projekt powołania pospolitego ruszenia, który przez rozwiązanie kwestii chłopskiej miał przyciągnąć do powstania masy chłopskie. Projekt Szanieckiego poparty przez Towarzystwo Patriotyczne został jednak odrzucony przez większość sejmową. W kilka dni później, to jest 21 czerwca 1831 r. pospolite ruszenie zostało jednak powołane decyzją gen. Skrzyneckiego, jednak nie poparte obietnicami poprawy bytu chłopów nie wzbudziło w nich zainteresowania.

## Wojna polsko-rosyjska

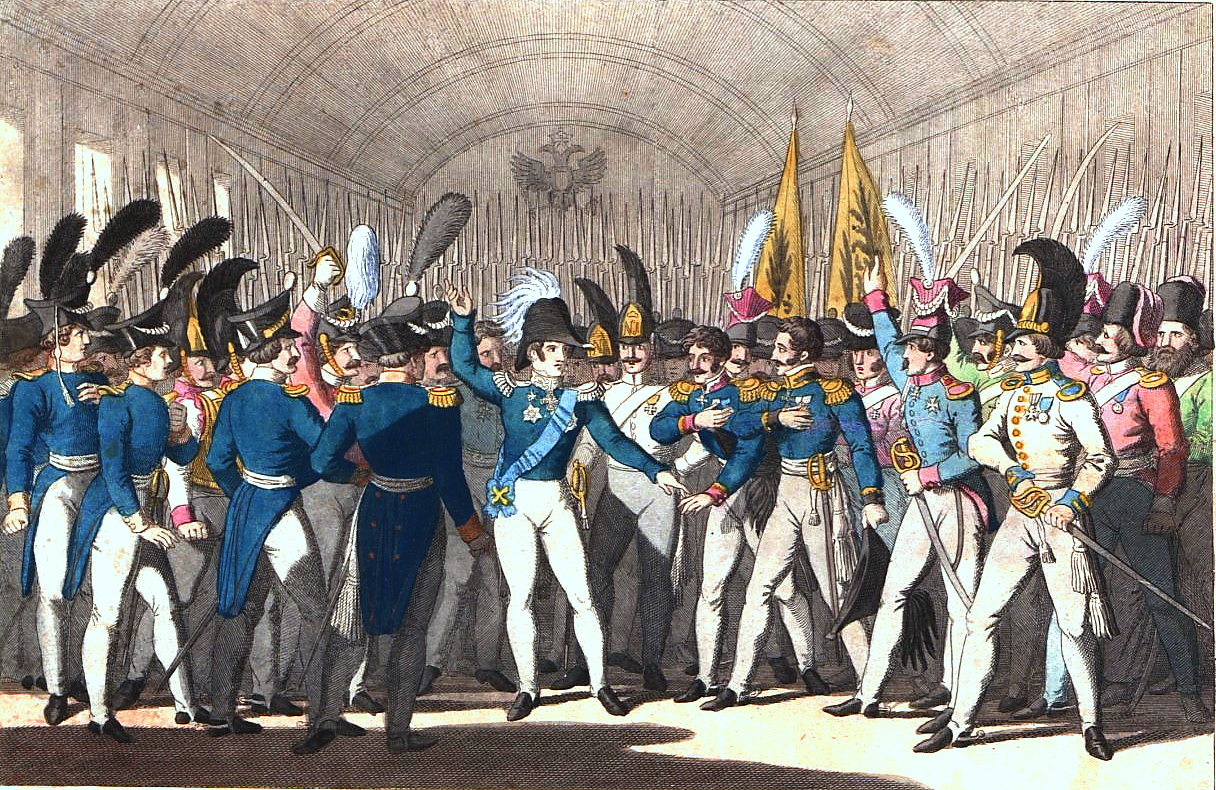
Car Mikołaj I powiadamia swoją gwardię o wybuchu powstania w Polsce w 1830 roku, ryc. Georg Benedikt Wunder

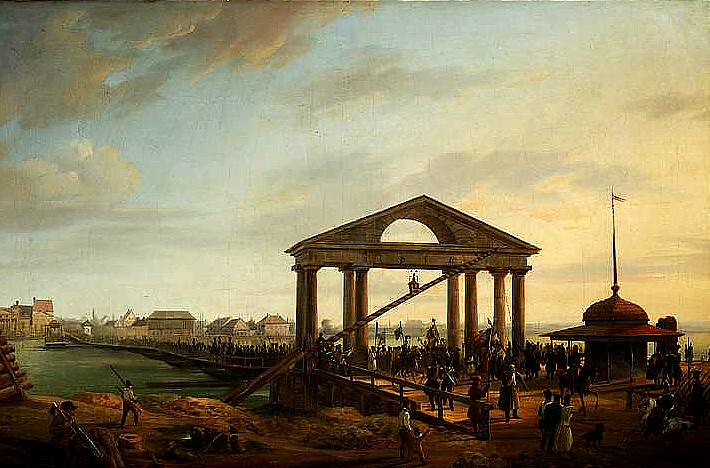
Wprowadzenie do Warszawy jeńców i sztandarów zdobytych pod Wawrem i Dębem Wielkim, obraz Marcina Zaleskiego

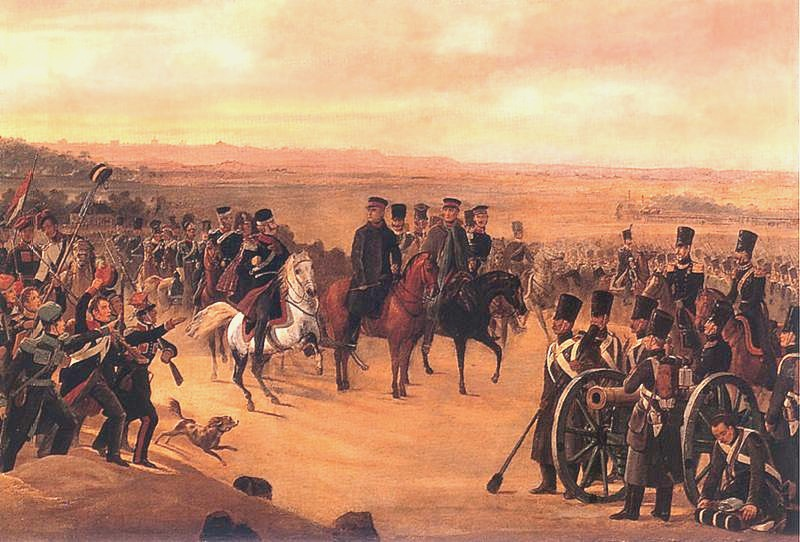
Generałowie Chłopicki i Skrzynecki na czele wojsk polskich, obraz Januarego Suchodolskiego

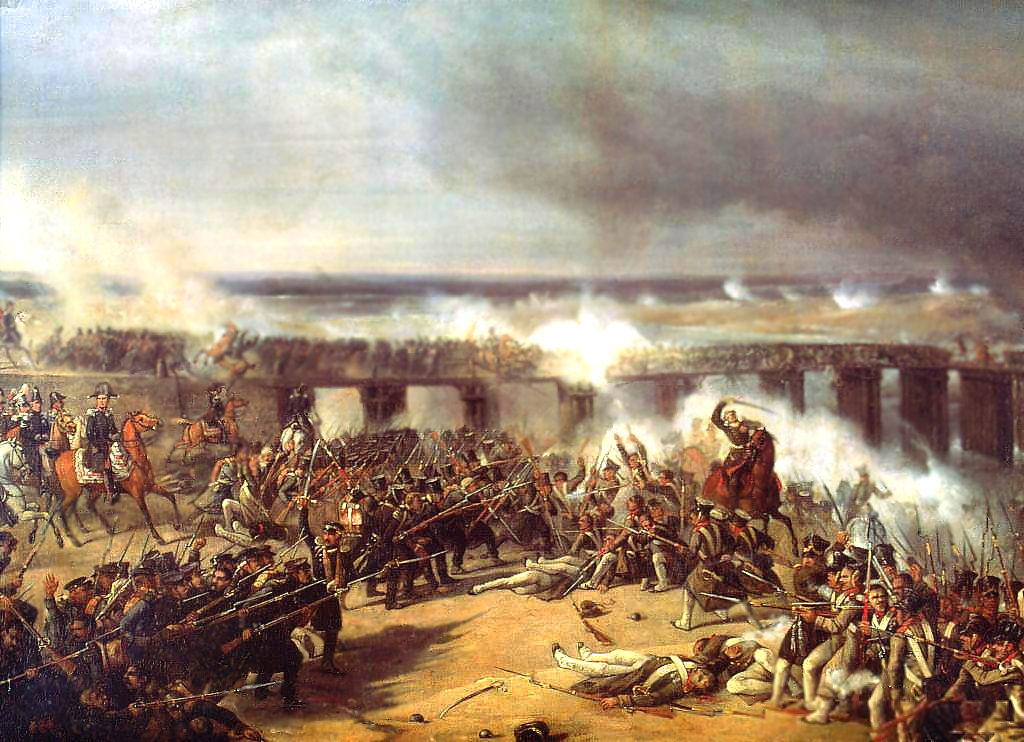
Bitwa pod Ostrołęką dnia 26 maja 1831 roku, obraz Karola Malankiewicza. Bitwa uważana jest za moment zwrotny powstania, który zdecydował o jego końcu.

5 lutego 1831 roku armia rosyjska wkroczyła w granice Królestwa. 7 lutego doszło do pierwszych starć zbrojnych: jeden z plutonów 1 pułku ułanów rozpędził w Siedlcach straż przednią nieprzyjaciela. W tym samym dniu 3 pułk ułanów wyparł z Węgrowa dwa pułki rosyjskie.
Po początkowych odosobnionych sukcesach polskich pod Stoczkiem 14 lutego i Wawrem, doszło do rosyjskiej próby szturmu na Warszawę. Jednak nierozstrzygnięta bitwa o Olszynkę Grochowską 25 lutego 1831 roku, podczas której ciężko ranny został Chłopicki, uniemożliwiła te plany i przyniosła stronie polskiej sukces strategiczny.
Po bitwie naczelne dowództwo objął generał Jan Skrzynecki, który obawiał się podjęcia kontrofensywy. Zgodził się na to dopiero pod koniec marca. Śmiały plan opracowany przez generała Ignacego Prądzyńskiego przyniósł sukcesy w bitwach pod Wawrem (II), Dębem Wielkim i Iganiami. Potem Skrzynecki przerwał jednak kontrofensywę. Dopiero w maju zgodził się na nowy plan Prądzyńskiego przewidujący rozbicie rosyjskich pułków gwardyjskich operujących w rejonie Łomży i Ostrołęki. W wyniku zwlekania wodza przewagę uzyskały wojska rosyjskie. Wojska Mikołaja I osłabiła wybuchła w kwietniu epidemia cholery i gorączka tyfoidalna. W Petersburgu rozpuszczano wówczas plotki o zatruwaniu studzien przez Polaków. Rosjanie wygrali 26 maja bitwę pod Ostrołęką, co załamało morale polskich żołnierzy. Skrzynecki tym razem znów zwlekał z atakiem na dziesiątkowane przez cholerę wojska rosyjskie. Dopiero 11 sierpnia został zwolniony z urzędu.
15 sierpnia Towarzystwo Patriotyczne podjęło próbę dokonania zamachu stanu. Tłum warszawski zamordował więzionych na Zamku Królewskim zdrajców. Chaos opanował wówczas generał Jan Krukowiecki, który stanął na czele rządu z niemal dyktatorską władzą.
Tymczasem wojska rosyjskie, dowodzone po śmierci Dybicza przez feldm. Iwana Paskiewicza 6 września, po okrążeniu Warszawy od strony wschodniej, dalekim marszem przez mosty pod Włocławkiem zaatakowały miasto od zachodu. Po utracie Woli, gdzie podczas rosyjskiego szturmu zginął gen. Józef Longin Sowiński, dowództwo powstania, nie widząc możliwości dalszej obrony stolicy, poddało ją. Kilka tygodni później nastąpił rozpad sejmu, Rządu Narodowego i wojska, którego znaczna część przekroczyła granice Prus i Galicji.

## Wojna partyzancka

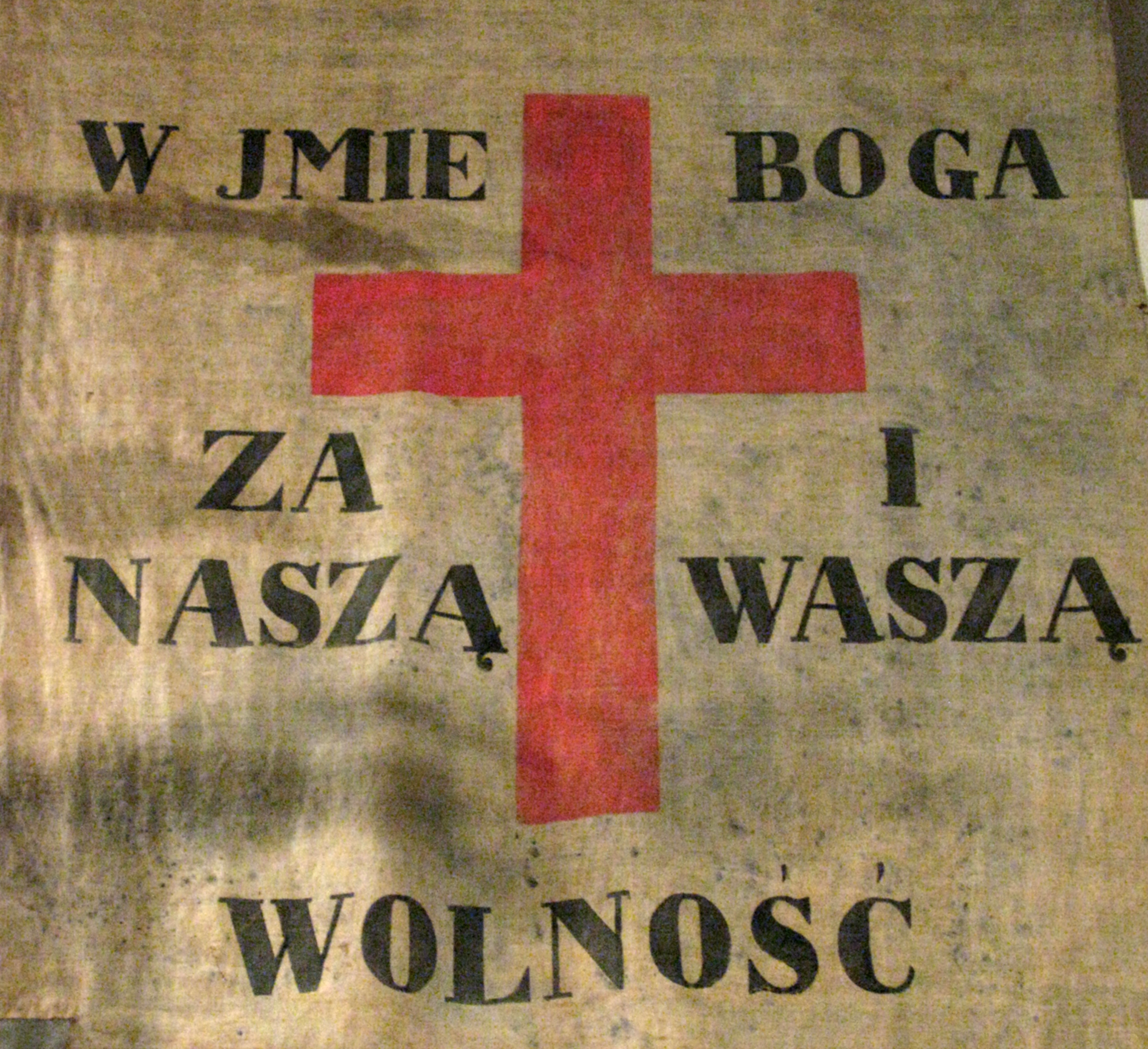
Dwujęzyczna (polsko-rosyjska) chorągiew Za wolność naszą i waszą używana przez powstańców w wojnie 1831 roku.

Na początku 1831 gen. Ignacy Prądzyński opracował dla sztabu generalnego plan koordynacji polskich działań partyzanckich. Zakładał on sformowanie dużej liczby małych oddziałów leśnych, rekrutowanych ze straży bezpieczeństwa, gwardii ruchomej i pułków wojewódzkich. Całe Królestwo Polskie zostało podzielone na siedem stref działań, do których skierowano poszczególne ugrupowania powstańcze.
W swoim założeniu małe, niezwykle mobilne i nieuchwytne oddziały partyzanckie, miały operować na tyłach Rosjan, przerywając ich komunikację, nękając izolowane mniejsze oddziały nieprzyjaciela. W razie zagrożenia miały podlegać rozproszeniu i ponownie zbierały się w wyznaczonym miejscu.

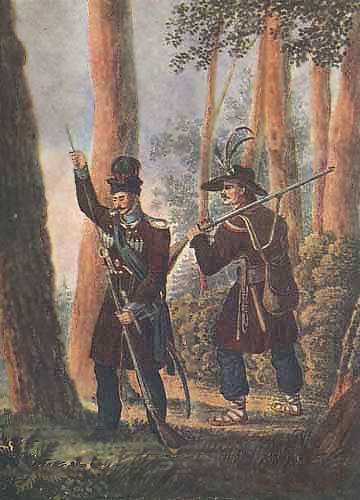
Kurpiki ostrołęckie ppłk. Józefa Zaliwskiego

W czasie kampanii 1831 8-tysięczne oddziały partyzanckie związały w województwie augustowskim i płockim dużą liczbę wojsk rosyjskich prawego skrzydła. Mobilizowane po lewej stronie Wisły były natychmiast przerzucane na tyły armii rosyjskiej.
W Augustowskim operował oddział Michała Godlewskiego w sile ok. 1 tys. ludzi. Tam też działał najliczniejszy oddział majorów Karola Szona i Antoniego Puszeta w sile 4 tys. żołnierzy, rozbity 22 kwietnia w bitwie pod Mariampolem. W Puszczy Zielonej działali partyzanci podpułkownika Józefa Zaliwskiego. Oddział Zaliwskiego liczył ponad stu strzelców i jego działalność polegała na organizowaniu zasadzek i atakowaniu transportów z żywnością i furażem. Klęska pod Ostrołęką spowodowała osłabnięcie walk partyzanckich na Kurpiach.
Obok nich istniały wydzielone oddziały strzelców celnych podpułkownika Michała Kuszlla, oraz majorów Eustachego Grothusa i Stanisława Krzesimowskiego, które składały się wyłącznie ze strzelców wyborowych. W razie potrzeby łączyły się one z armią regularną, stanowiąc wsparcie piechoty liniowej.
Władze wojskowe rosyjskie z całą bezwzględnością zwalczały partyzantkę litewską. Oficerów, wziętych z bronią w ręku rozstrzeliwano, szlachtę oddawano pod sądy wojenne i skazywano na konfiskatę majątków i zesłanie. Chłopów karano chłostą, zsyłano do batalionów syberyjskich, wsie sprzyjające powstańcom palono. Przy poparciu rządu starowiercy napadali na dwory i rabowali je. Władzom rosyjskim pomagała także ludność żydowska.

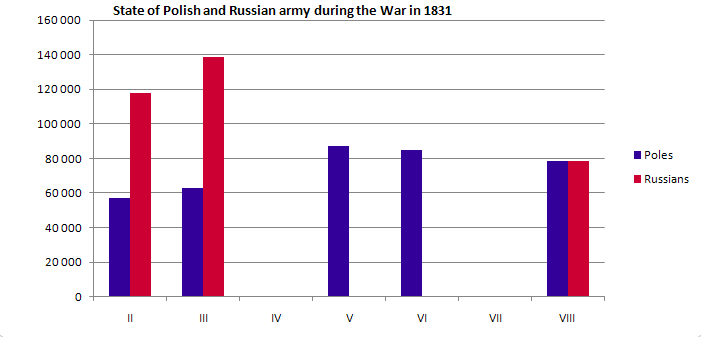
Porównanie stanu liczebnego wojsk stron w wojnie polsko-rosyjskiej 1831 roku

## Powstanie listopadowe na ziemiach zabranych
Po wybuchu powstania w Królestwie władze rosyjskie wprowadziły 1 grudnia 1830 stan wojenny w guberniach: wileńskiej, grodzieńskiej, mińskiej i w obwodzie białostockim. Aresztowano potencjalnych przywódców powstania na tych terenach, skonfiskowano broń pozostającą w rękach prywatnych, uwięziono i zesłano na Syberię podejrzanych o przygotowywanie wystąpień zbrojnych. W Wilnie powołano tzw. Komitet Główny, starający się utrzymywać kontakty z władzami powstańczymi w Warszawie i tworzącymi się tajnymi komitetami powiatowymi. W lutym 1831 na Żmudzi miało miejsce wrzenie chłopstwa, związane z poborem rekruta do wojska rosyjskiego. W marcu powstanie rozprzestrzeniło się na poszczególne powiaty litewskie. Powstanie na Litwie związało w kluczowym momencie wojny 30 tys. żołnierzy rosyjskich, przywracając tym samym równowagę strategiczną sił w Królestwie. W maju na Grodzieńszczyznę wkroczył korpus gen. Dezyderego Chłapowskiego. W czerwcu gen. Antoni Giełgud podjął nieudaną próbę zdobycia Wilna.

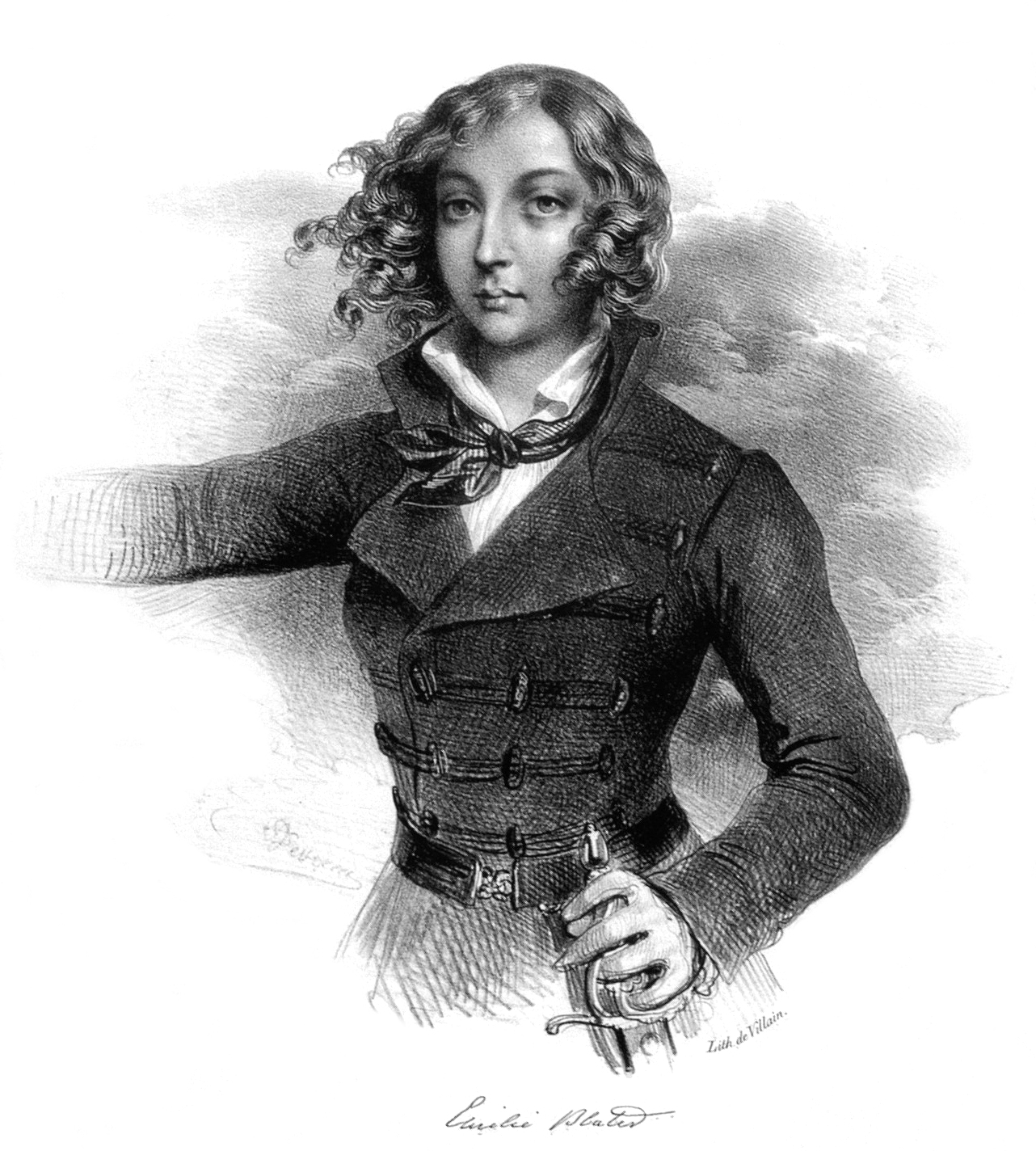
Emilia Plater, przywódczyni oddziału powstańczego na Litwie i Żmudzi, symbol bohaterstwa i ofiarności w walce o niepodległość.

Wobec niepowodzenia opanowania głównych centrów komunikacyjnych i zdobycia portu w Połądze, gdzie miał być wyładowany transport broni, zakupionej w Wielkiej Brytanii, oddziały wojska polskiego podzieliły się w lipcu na trzy operujące oddzielnie korpusy. Zepchnięte przez wojska rosyjskie korpusy gen. Chłapowskiego (dowodzony przez Giełguda) i gen. Franciszka Rohlanda zmuszone zostały do przekroczenia granicy z Królestwem Prus. Jedynie korpus gen. Henryka Dembińskiego przedarł się do Królestwa. Poszczególne oddziały partyzanckie utrzymały się w puszczach litewskich do listopada 1831.

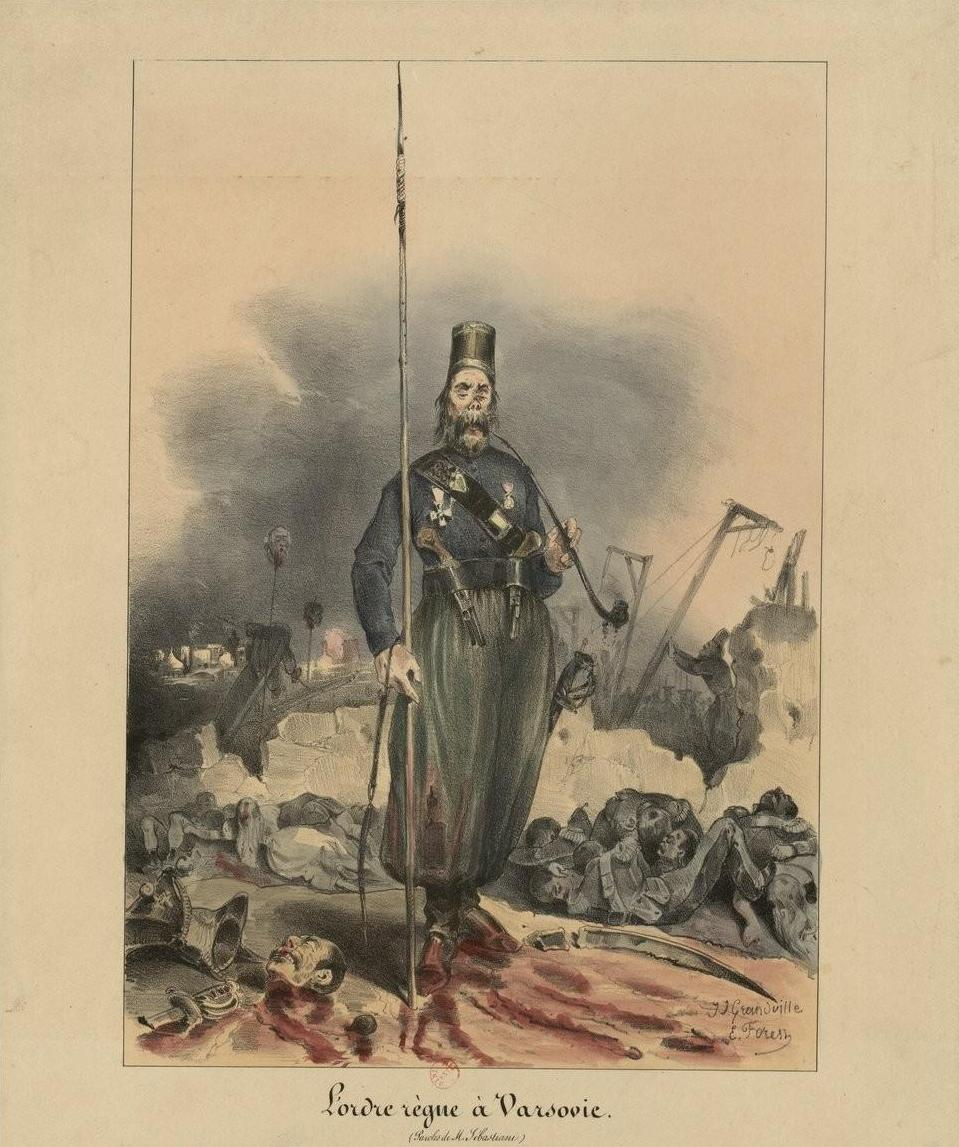
L’ordre règne à Varsovie (Porządek panuje w Warszawie) francuska karykatura z 1831 autorstwa Jean Ignace Isidore Gérarda

## Reakcje państw
Po upadku powstania 9 czerwca 1832 papież Grzegorz XVI potępił wybuch powstania jako zbuntowanie się przeciwko „legalnej władzy władcy”. Wkrótce potem uświadomiony przez doradców o faktycznych działaniach carskich, papież tłumaczył, że dał się oszukać dyplomacji i nigdy nie chciał potępić Polaków.

### Reakcja Prus
Królestwo Prus było zdecydowanie wrogie powstaniu w Królestwie Kongresowym. Już w grudniu 1830 zmobilizowano pruską armię obserwacyjną pod dowództwem feldmarszałka Augusta Neidhardta von Gneisenau z szefem sztabu generałem Carlem von Clausewitzem, której zadaniem było rozciągnięcie kordonu wojskowego pomiędzy Prusami i Kongresówką. Zmobilizowano landwehrę wielkopolską, którą przerzucono na zachód poza zabór pruski do Wittenbergi. Sekwestrem objęto gotówkę Banku Polskiego, zdeponowaną w bankach pruskich. Wydano zakaz wysyłania do Królestwa amunicji, broni, żywności, lekarstw i środków opatrunkowych. Według ustaleń Banku Polskiego Prusy wraz z Cesarstwem Austriackim i innymi państwami niemieckimi zatrzymały bądź skonfiskowały 50 tysięcy karabinów, 3 tysiące par pistoletów, 4 tysiące szabel, 40 tysięcy luf karabinowych, 22 tysiące zamków, 51 tysięcy funtów prochu, 355 tysięcy funtów saletry zakupione we Francji i Wielkiej Brytanii na potrzeby powstania.
Oddziały polskie zmuszone do przekroczenia granicy pruskiej były natychmiast rozbrajane i internowane. Władze pruskie odesłały od razu do Rosji oddział kozaków, który na początku powstania schronił się w ich granicach.

### Reakcja Austrii
Postępowanie Austrii było bardziej ambiwalentne.
Władze austriackie wydały zakaz wywozu broni i amunicji do Królestwa, konfiskując 20 tysięcy karabinów i 8 tysięcy szabel zamówionych w Wiedniu. We Lwowie działała rosyjska agencja wywiadowcza, z Wiednia przesyłano do Petersburga przejęte listy i wiadomości, ułatwiano sprowadzanie z Galicji materiałów do budowy mostów dla wojsk rosyjskich.
Z drugiej strony jednak Austriacy sprzedawali powstańcom stare karabiny, nie do końca przestrzegali także przepisów dotyczących internowania oddziałów polskich wchodzących w ich granice. Z Galicji cały czas napływała dla powstańców broń, amunicja i lekarstwa. Gubernator Galicji książę August Longin von Lobkowitz utrzymywał cały czas kontakt we Lwowie z przedstawicielem powstańczym Izydorem Pietruskim, ułatwiając mu wysyłanie materiałów i ludzi do Kongresówki, dając także nadzieję mediacji austriackiej.

### Reakcje społeczeństwa rosyjskiego
W 1831 roku poeta rosyjski Aleksandr Puszkin wyrażał potrzebę jak najszybszego stłumienia polskiego buntu. Należy ich zdusić, powolność nasza jest męcząca. Dla nas bunt Polski to sprawa domowa, prastara, dziedziczna rozterka. W sierpniu 1831 roku napisał przesiąknięty szowinizmem wiersz Oszczercom Rosji, we wrześniu po upadku Warszawy Rocznica Borodina.

## Polityka zagraniczna powstania
Od samego początku władze powstańcze próbowały uzyskać uznanie międzynarodowe dla swojego wystąpienia. W dążeniach tych powoływały się na postanowienia kongresu wiedeńskiego, którego ustalenia wobec Polski były ich zdaniem przez Rosję złamane. Polscy wysłannicy w Londynie i Paryżu bezskutecznie próbowali uzyskać uznanie powstańców przez Wielką Brytanię i Francję za stronę walczącą. Rządy państw zachodnich uległy presji rosyjskich przedstawicieli dyplomatycznych i uznały powstanie listopadowe za wewnętrzną sprawę Imperium Rosyjskiego.
Pewne znaczenie wypadki w Królestwie Polskim wywarły na obrady konferencji londyńskiej, zajmującej się sprawą Belgii. Zajęta tłumieniem powstania Rosja, przestała sprzeciwiać się przyznaniu niepodległości temu państwu. Mocarstwa zachodnie natomiast zażądały jedynie zachowania neutralności przez Prusy i Austrię i ich nieinterwencji po stronie rosyjskiej w celu stłumieniu powstania. Neutralność ta była i tak łamana przez Prusy, które formalnie neutralne, udzielały schronienia rosyjskim maruderom, zaopatrując armię rosyjską w broń i furaż. Posunęły się nawet do zbudowania dla Rosjan mostu w Osieku, po którym korpus Paskiewicza przedarł się do Warszawy od zachodu.
Austriacy natomiast internowali przebijający się z Wołynia korpus gen. Józefa Dwernickiego.
Powstanie zostało potępione przez papieża Grzegorza XVI encykliką Cum primum z 9 czerwca 1832.

## Upadek powstania

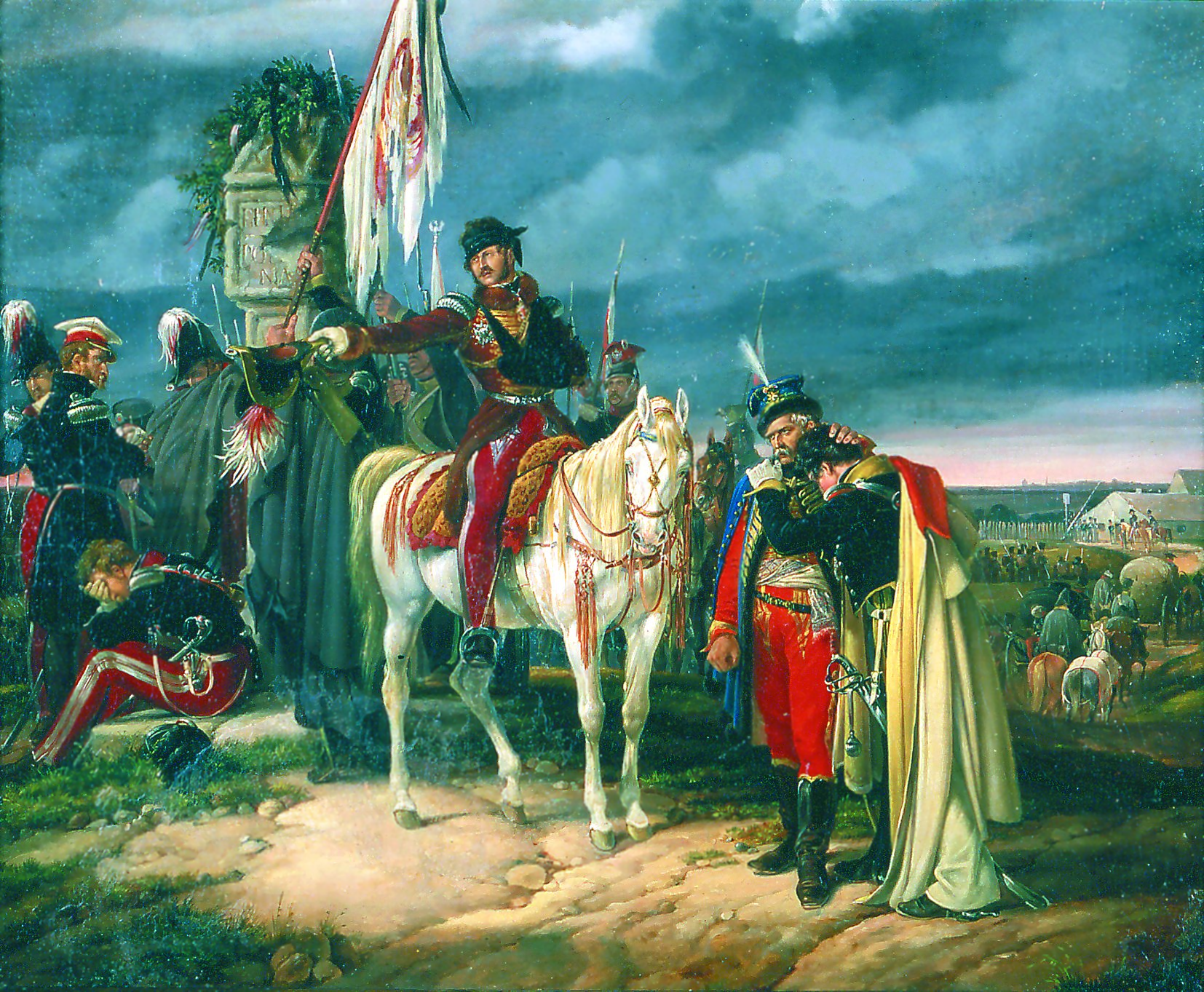
Finis Poloniae 1831, obraz Dietricha Montena, przedstawiający przekroczenie granicy z Prusami przez oddziały powstańcze

5 października 1831, w okolicach Brodnicy pod wsią Jastrzębie, ostatni duży oddział armii polskiej (ponad 20 tysięcy żołnierzy) pod wodzą generała Rybińskiego przekroczył granicę z Prusami, gdzie został internowany. Ostatni wódz naczelny powstania listopadowego gen. Maciej Rybiński zostaje internowany wraz z władzami powstańczymi i z ostatnim prezesem Rządu Narodowego Bonawenturą Niemojowskim oraz członkami sejmu i licznymi politykami w zabudowaniach klasztoru franciszkanów w Brodnicy gdzie przebywał do 12 października.
9 października skapitulowała twierdza Modlin, a 21 października twierdza Zamość. Ta ostatnia data uznawana jest za koniec powstania listopadowego.
Do upadku powstania i przegrania wojny w dużym stopniu przyczynili się niewierzący w możliwość zwycięstwa i w gruncie rzeczy lojalistycznie nastawieni wobec cesarza arystokratyczni przywódcy polityczni m.in. Adam Jerzy Czartoryski oraz dowódcy: generałowie Józef Chłopicki, Jan Skrzynecki, Jan Krukowiecki, Henryk Dembiński i Maciej Rybiński.
Nie można też zapominać o przewadze militarnej Rosji i braku większego wsparcia ze strony ludności chłopskiej, wobec negatywnego stanowiska szlacheckich, konserwatywnych władz powstańczych do uwłaszczenia i likwidacji pańszczyzny na wsi.
Powstańcy nie doczekali się też pomocy z zewnątrz, a rządy większości państw europejskich, napiętnowały powstańców jako „wichrzycieli” i zdrajców.

## Skutki

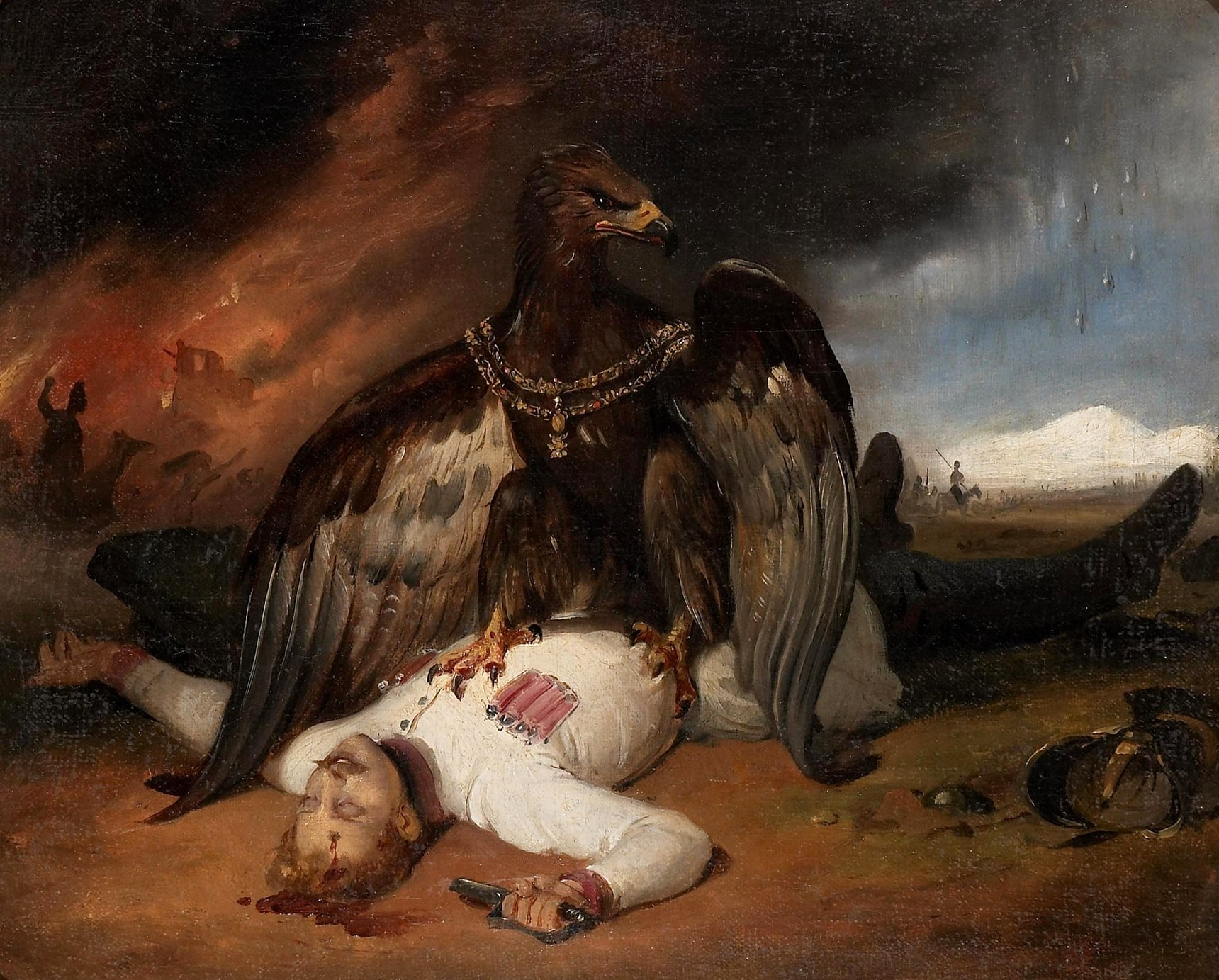
Polski Prometeusz, obraz Horace Verneta jako alegoria upadku powstania listopadowego

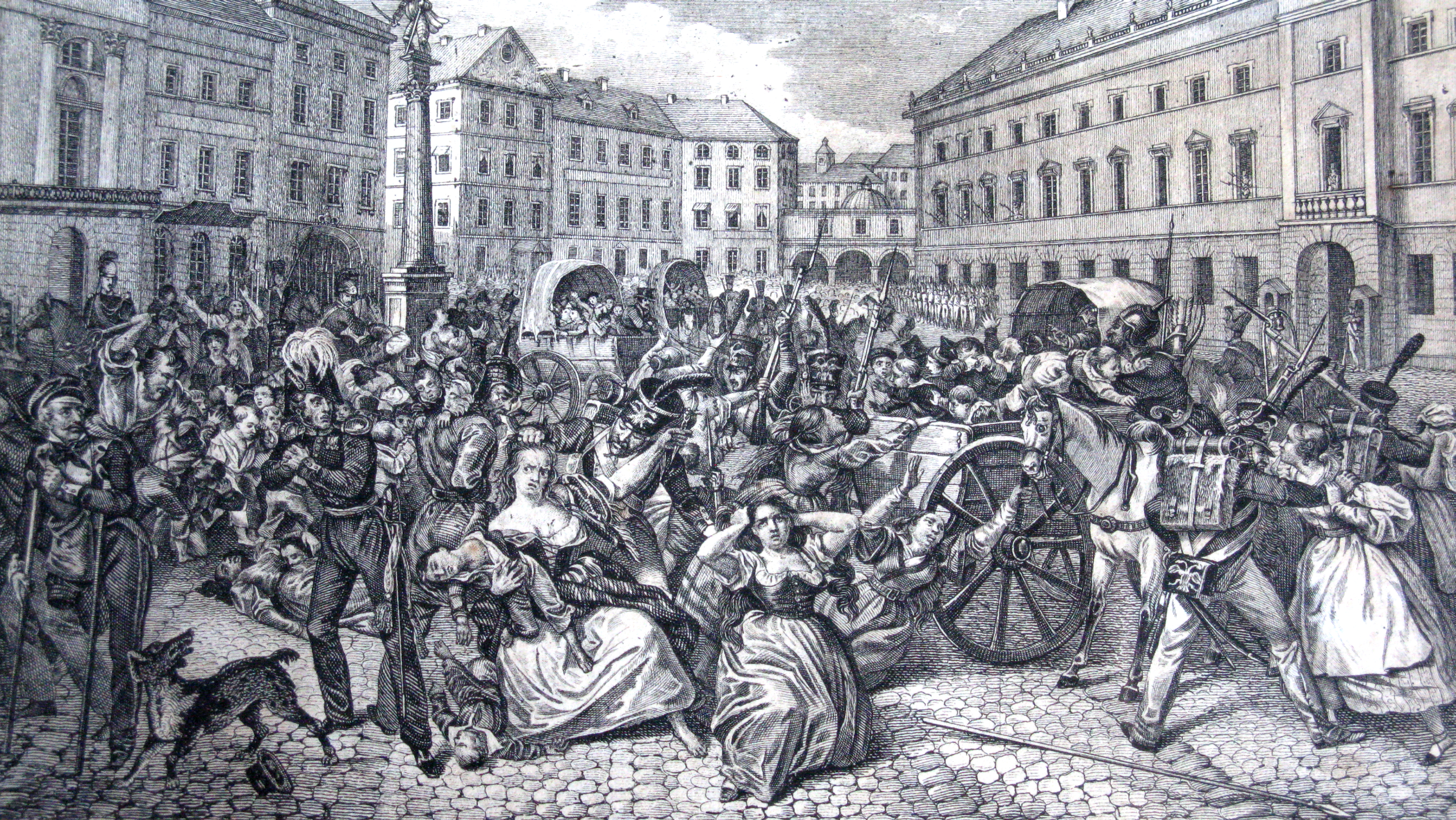
Porwanie dzieci polskich przez żołnierzy rosyjskich na Placu Zamkowym w Warszawie

- wybuch powstania listopadowego uchronił Belgię przed przygotowywaną przez cara Mikołaja I interwencją wojsk carskich, które miały stłumić trwającą tam rewolucję. Na skutek zaangażowania wojsk rosyjskich w walkę z powstańcami listopadowymi interwencja wojsk carskich nie nastąpiła, a rewolucja belgijska mogła się powieść. Tym samym, dzięki powstańcom, Belgowie mogli uzyskać niepodległość. Chcące odwdzięczyć się społeczeństwo belgijskie przyjmowało wielu polskich emigrantów po upadku powstania listopadowego (w tym Joachmima Lelewela), a także powstania styczniowego[30].
- polityczne: w lipcu 1831 powołano Komisję Rządu Tymczasowego pod prezesurą gen. Franciszka Ksawerego Dąbrowskiego, która na terenach zajętych przez wojska rosyjskie przeprowadziła likwidację administracji powstańczej[31]. Jesienią 1831 roku Rosjanie powołali Rząd Tymczasowy Królestwa Polskiego pod prezesurą Fiodora Engela, którego zadaniem była pacyfikacja i militaryzacja Królestwa, administracja została podporządkowana naczelnikom wojennym; naczelnie komenderujący czynną armią generał-gubernator Królestwa Polskiego feldmarszałek Iwan Paskiewicz[32], 22 listopada 1831 wydał z rozkazu cesarza Mikołaja I postanowienie unieważniające „na zawsze” wszystkie uchwały i rozporządzenia „Rządu Rewolucyjnego”[32]; w 1832 roku nastąpiło znaczne ograniczenie autonomii Królestwa Polskiego: zastąpienie konstytucji Statutem Organicznym, wcielenie armii polskiej do rosyjskiej, zniesienie polskiego sejmu i samorządów, postępująca rusyfikacja administracji, namiestnikiem królestwa został Iwan Paskiewicz.
- prawne: brak respektowania dotyczących Polski postanowień kongresu wiedeńskiego był uzasadniany jako konsekwencja podboju militarnego Królestwa Polskiego.
- kulturalne: likwidacja polskiego szkolnictwa wyższego, obniżenie jakości szkolnictwa średniego, spadek liczby szkół elementarnych, wprowadzenie języka rosyjskiego jako dodatkowego do szkół średnich.
- gospodarcze: nałożono wysoką kontrybucję, zbudowano na koszt Polski Cytadelę z silnym garnizonem rosyjskim, wprowadzono barierę celną na granicy polsko-rosyjskiej, po 1840 roku wprowadzono rosyjski system monetarny oraz system miar i wag.
- demograficzne: interwencyjna armia rosyjska przywlekła ze sobą epidemię cholery, dziesiątkującą ludność Królestwa, w wyniku powstania około 11 tysięcy osób opuściło kraj (zobacz: Wielka Emigracja), w następnych latach sporą liczbę mężczyzn z Królestwa wcielono do armii rosyjskiej.
- W ramach represji do specjalnych batalionów tzw. kantonistów Armii Imperium Rosyjskiego wcielono dzieci polskie[33].

## Dowództwo powstania

### Naczelni wodzowie
- gen. dyw. Józef Chłopicki 5 grudnia 1830 – 17 stycznia 1831
- gen. dyw. Michał Gedeon Radziwiłł 20 stycznia – 26 lutego 1831
- gen. dyw. Jan Zygmunt Skrzynecki 26 lutego – 12 sierpnia 1831
- gen. dyw. Henryk Dembiński[d] 12 sierpnia – 17 sierpnia 1831
- gen. bryg. Ignacy Prądzyński 16 sierpnia – 19 sierpnia 1831
- gen. dyw. Kazimierz Małachowski[d]20 sierpnia – 10 września 1831
- gen. dyw. Jan Nepomucen Umiński 23 września – 24 września 1831
- gen. dyw. Maciej Rybiński 24 września – 9 października 1831[e]

Źródła

### Szefowie sztabu głównego
- gen. bryg. Józef Mroziński
- gen. bryg. Wojciech Chrzanowski
- gen. bryg. Ignacy Prądzyński[d]
- gen. dyw. Tomasz Andrzej Łubieński
- gen. bryg. Jakub Lewiński

### Kwatermistrzowie generalni
- gen. art. Maurycy Hauke zastrzelony za odmowę przyłączenia się do powstania[35]
- gen. dyw. Jan Chrzciciel de Grandville Malletski
- gen. bryg. Ignacy Prądzyński
- płk Marcin Klemensowski[d]
- gen. bryg. Klemens Kołaczkowski

### Generałowie dyżurni
- gen. dyw. Józef Rautenstrauch
- gen. bryg. Franciszek Morawski

### Dowódcy jazdy
- gen. jazdy Aleksander Rożniecki
- gen. dyw. Jan Weyssenhoff

### Dowódcy piechoty
- gen. piechoty Stanisław Potocki zastrzelony za odmowę uczestnictwa w powstaniu

Źródła

## Bitwy powstania listopadowego

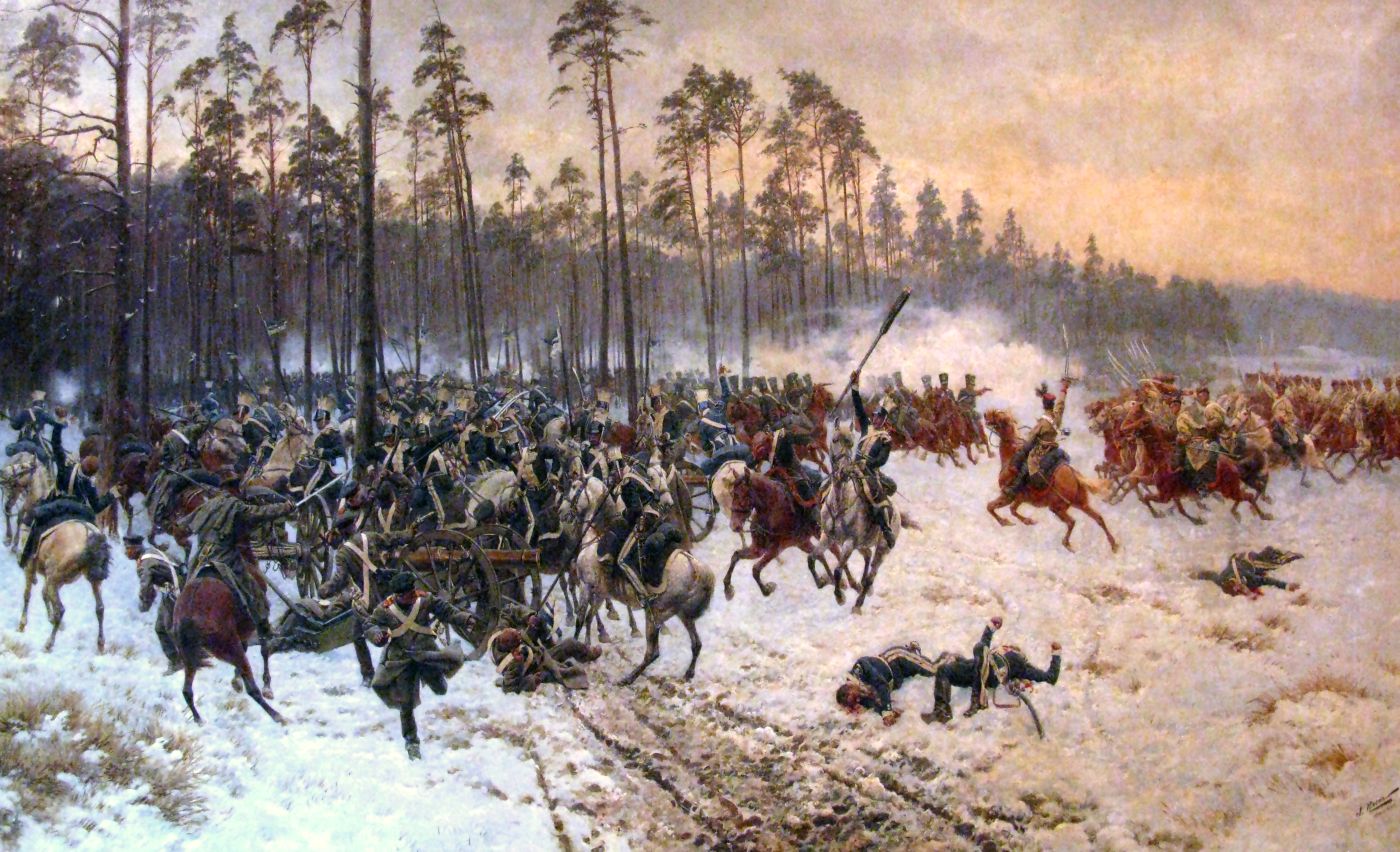
Bitwa pod Stoczkiem 1831, mal. Jan Rosen

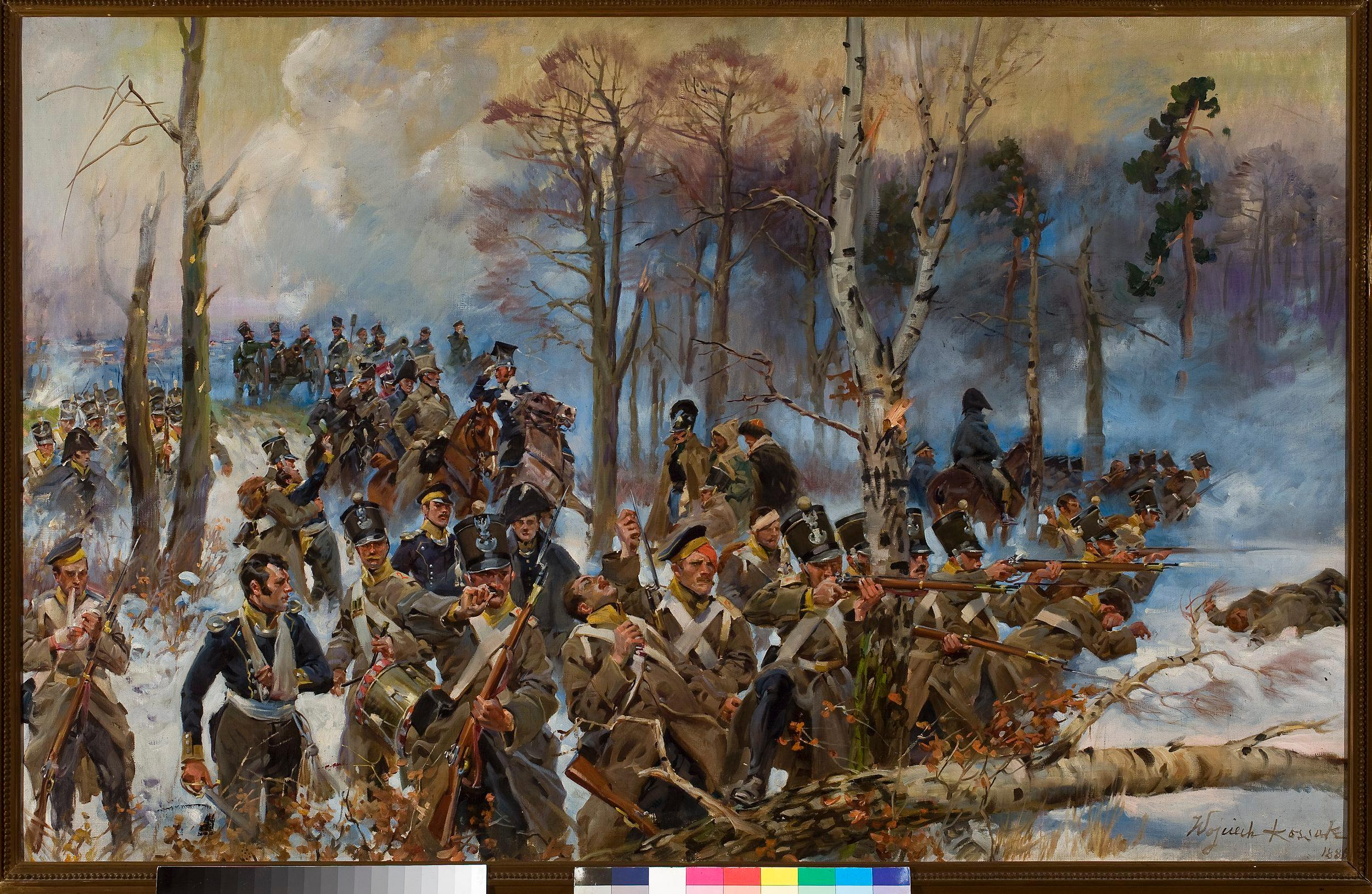
Olszynka Grochowska 1831, mal. Wojciech Kossak

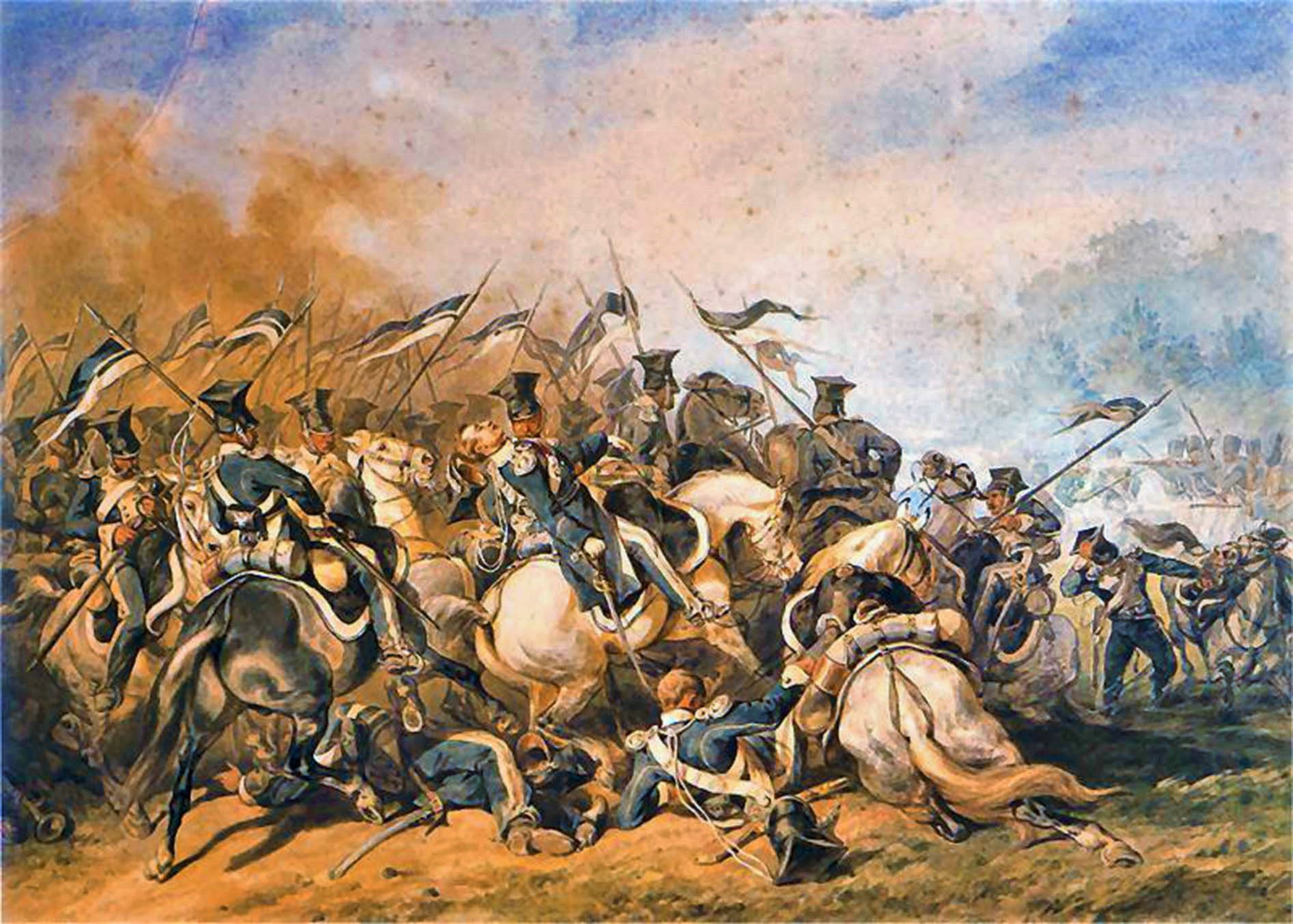
Bitwa pod Ostrołęką 1831, mal. Juliusz Kossak

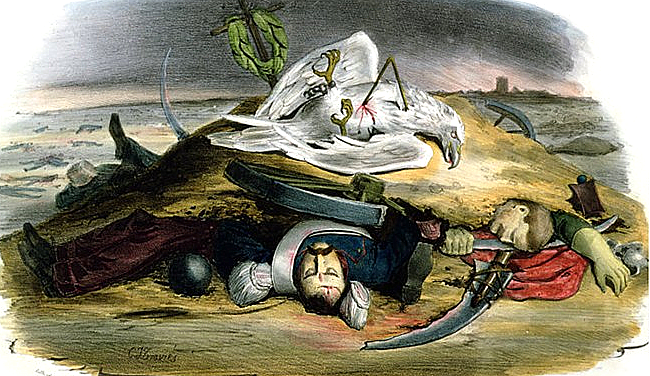
Satyryczny rysunek pt. „Spokój panuje w Warszawie”

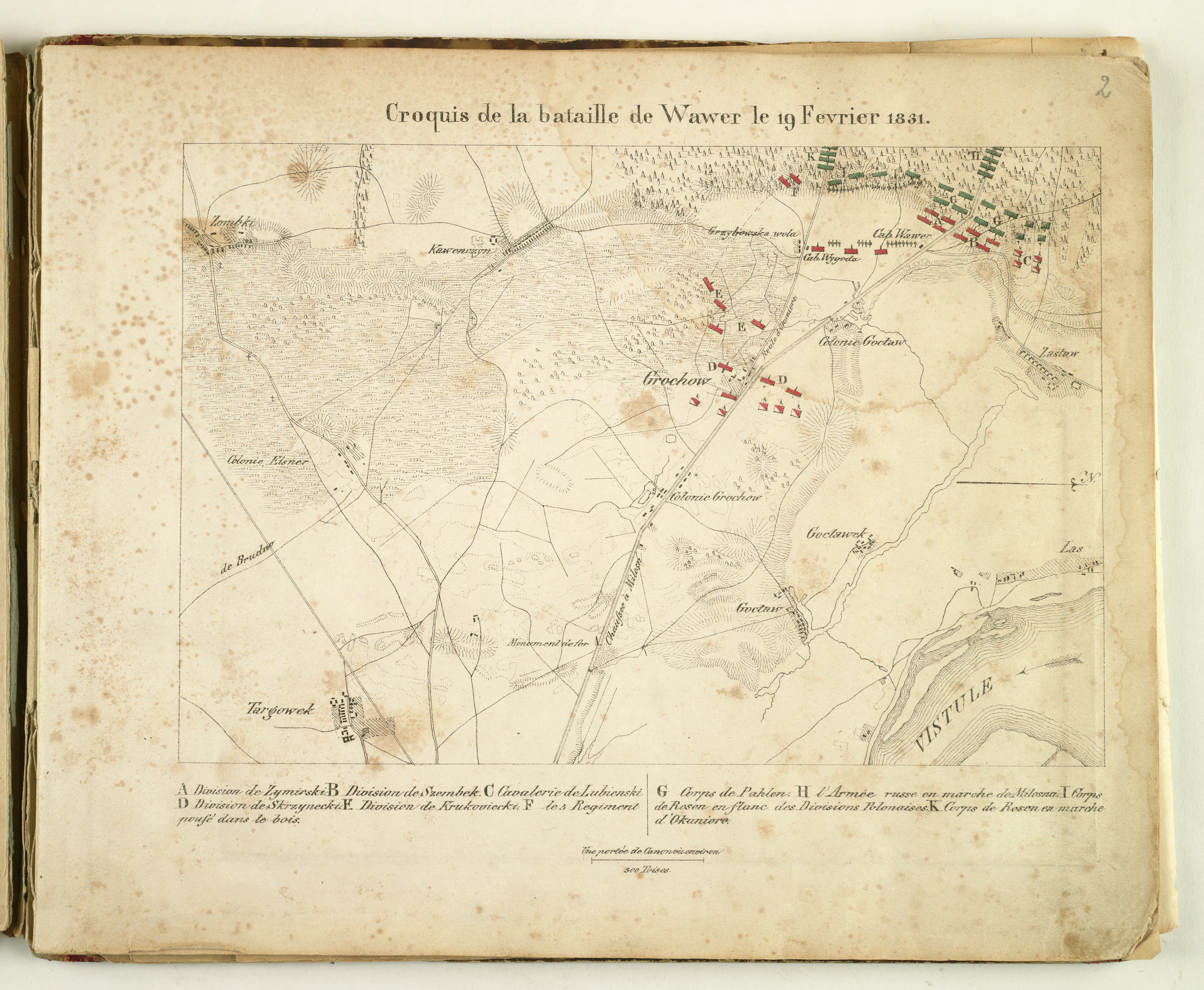
Położenie oddziałów polskich i rosyjskich podczas I bitwy pod Wawrem 19 II 1831

Walki odwrotowe (ofensywa rosyjska na Warszawę)
- bitwa pod Stoczkiem – 14 lutego 1831, zwycięstwo wojsk polskich
- bitwa pod Dobrem – 17 lutego 1831, zwycięstwo wojsk polskich
- I bitwa pod Kałuszynem – 17 lutego 1831 nierozstrzygnięta
- I bitwa pod Wawrem – 19 lutego 1831, zwycięstwo wojsk polskich
- bitwa pod Białołęką – 24 lutego – 25 lutego 1831, zwycięstwo wojsk polskich
- bitwa o Olszynkę Grochowską – 25 lutego 1831, bitwa nierozstrzygnięta, taktyczne zwycięstwo wojsk polskich

Ofensywa Dwernickiego
- bitwa pod Nową Wsią – 19 lutego 1831, zwycięstwo wojsk polskich
- bitwa pod Puławami – 2 marca 1831, zwycięstwo wojsk polskich
- bitwa pod Kurowem – 3 marca 1831, zwycięstwo wojsk polskich
- bitwa pod Poryckiem – 11 kwietnia 1831, zwycięstwo wojsk polskich
- bitwa pod Boremlem – 18 kwietnia – 19 kwietnia 1831, zwycięstwo wojsk polskich

Ofensywa Prądzyńskiego (na szosie brzeskiej)
- II bitwa pod Wawrem – 31 marca 1831, zwycięstwo wojsk polskich
- bitwa pod Dębem Wielkim – 31 marca 1831, zwycięstwo wojsk polskich
- II bitwa pod Kałuszynem – 2 kwietnia 1831, zwycięstwo wojsk polskich
- bitwa pod Domanicami – 10 kwietnia 1831, zwycięstwo wojsk polskich
- bitwa pod Iganiami – 10 kwietnia 1831, zwycięstwo wojsk polskich

Ofensywa Sierawskiego
- bitwa pod Wronowem – 17 kwietnia 1831, przegrana przez wojska polskie
- bitwa pod Kazimierzem Dolnym – 18 kwietnia 1831, przegrana przez wojska polskie

Bitwy ugrupowań partyzanckich
- bitwa pod Nowogrodem – 23 lutego 1831, zwycięstwo wojsk polskich
- bitwa pod Kiejdanami – 29 kwietnia 1831 roku, zwycięstwo wojsk polskich
- bitwa pod Połągą – 10 maja – 14 maja 1831, przegrana przez wojska polskie
- bitwa pod Daszowem – 14 maja 1831, przegrana przez wojska polskie
- bitwa pod Mariampolem – 22 kwietnia 1831, przegrana wojsk polskich

Wyprawa Chrzanowskiego
- bitwa pod Firlejem – 9 maja 1831, zwycięstwo wojsk polskich
- bitwa pod Lubartowem – 10 maja 1831, bitwa nierozstrzygnięta

Wyprawa na gwardie cesarskie
- bitwa pod Jędrzejowem – 13 maja 1831, zwycięstwo wojsk polskich
- bitwa pod Tykocinem – 21 maja 1831, zwycięstwo wojsk polskich
- bitwa pod Nurem – 22 maja 1831, zwycięstwo wojsk polskich
- bitwa pod Ostrołęką – 26 maja 1831, przegrana przez wojska polskie
- bitwa pod Rajgrodem – 29 maja 1831, zwycięstwo wojsk polskich

Wyprawa Jankowskiego
- bitwa pod Budziskami – 19 czerwca 1831, przegrana przez wojska polskie
- bitwa pod Łysobykami – 19 czerwca 1831, przegrana przez wojska polskie

Inne
- bitwa pod Sokołowem Podlaskim – 21 kwietnia 1831, zwycięstwo wojsk polskich
- bitwa pod Kuflewem – 25 kwietnia 1831, bitwa nierozstrzygnięta
- I bitwa pod Mińskiem Mazowieckim – 26 kwietnia 1831, bitwa nierozstrzygnięta
- bitwa pod Uchaniami – 11–12 czerwca 1831
- I bitwa pod Wilnem – 19 czerwca 1831, przegrana przez wojska polskie
- bitwa pod Szawlami – 8 lipca 1831, przegrana przez wojska polskie
- III bitwa pod Kałuszynem – 10 lipca 1831, wygrana przez wojska polskie
- II bitwa pod Mińskiem Mazowieckim – 14 lipca 1831, bitwa nierozstrzygnięta
- bitwa pod Iłżą – 9 sierpnia 1831, zwycięstwo wojsk polskich
- bitwa pod Gniewoszowem – 9 sierpnia 1831, przegrana przez wojska polskie
- II bitwa pod Wilnem – 17 sierpnia 1831, przegrana przez wojska polskie
- bitwa pod Rogoźnicą – 29 sierpnia 1831, zwycięstwo wojsk polskich
- szturm Warszawy – 6–7 września 1831, zajęcie miasta przez Rosjan (m.in. obrona reduty Ordona i reduty Wolskiej)

## W muzyce
Poeta Aleksander Chodźko zadedykował temu powstaniu piosenkę „Herby” ». Popularność zyskał remiks stworzony przez Dawida Hallmana.

## Zobacz też

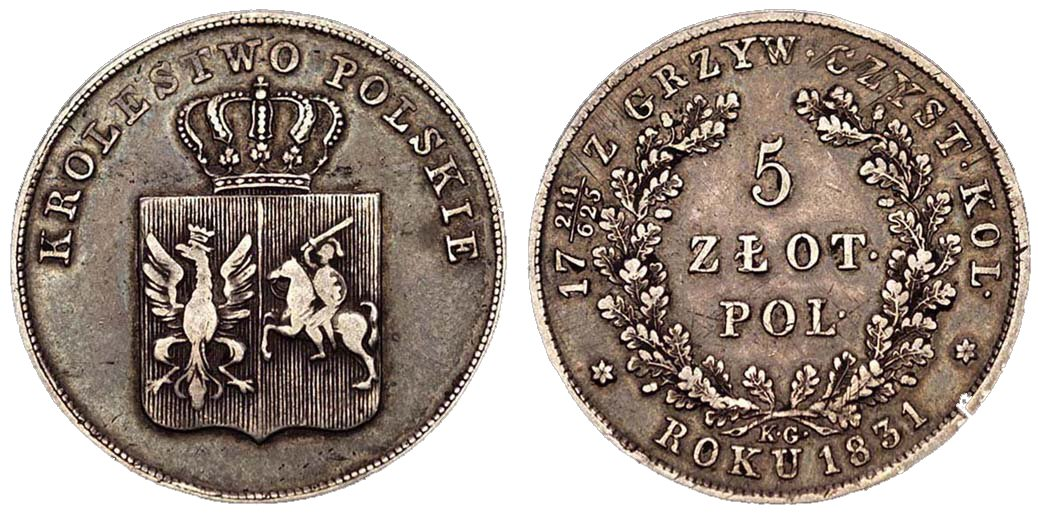
Powstanie listopadowe 5 złotych 1831